# Tweede Franse Keizerrijk
Het Tweede Franse Keizerrijk (Frans: Second Empire) was het politieke en grondwettelijke bestel in Frankrijk tussen 1852 en 1870. Het keizerrijk werd uitgeroepen op 2 december 1852, toen de Franse president Lodewijk Napoleon Bonaparte zichzelf tot Keizer der Fransen maakte. Dit regime was de opvolger van de Tweede Franse Republiek en werd in 1870 opgevolgd door de Derde Franse Republiek.
Sinds de publicatie van het werk L'Histoire de la France contemporaine van de Franse historicus Ernest Lavisse wordt het Tweede Franse Keizerrijk geschiedkundig ingedeeld in twee periodes, namelijk het Autoritaire Keizerrijk (1852-1860) en het Liberale Keizerrijk (1860-1870).
Aan het Tweede Franse Keizerrijk kwam een einde door de afkondiging van de Derde Franse Republiek op 4 september 1870. Deze afkondiging volgde enkele dagen na de Franse nederlaag in de Slag bij Sedan op 1 en 2 september 1870, wat de definitieve Franse nederlaag betekende in de Frans-Pruisische Oorlog.

## Ontstaan van het Keizerrijk

### Staatsgreep van 2 december 1851

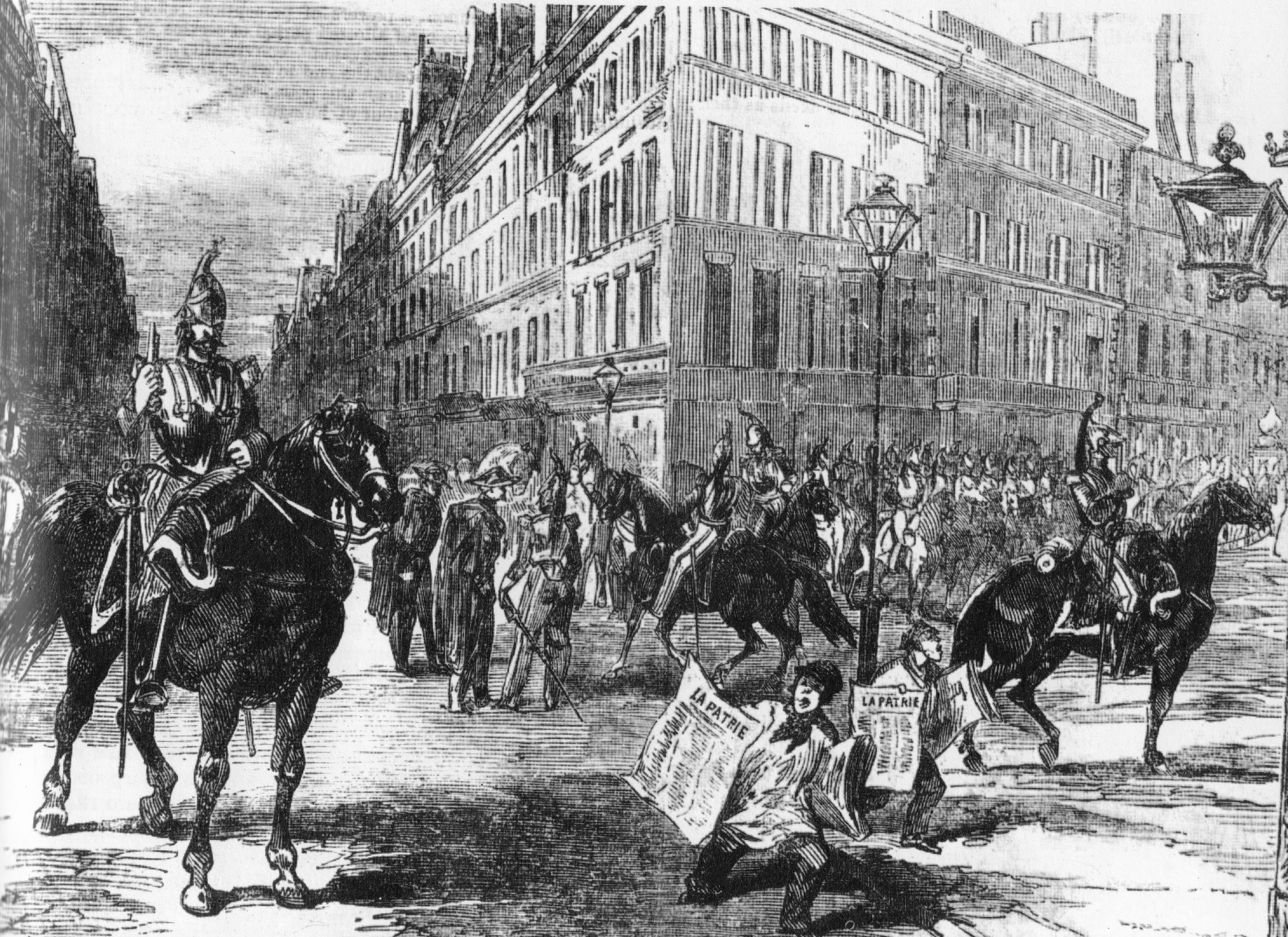
Cavalerie van generaal Armand-Octave-Marie d’Allonville in de straten van Parijs tijdens de staatsgreep van 2 december 1851. The Illustrated London News, 13 december 1851.

In 1848 was in de Februarirevolutie de Julimonarchie van koning Lodewijk Filips afgezet en vervangen door de Tweede Franse Republiek. Lodewijk Napoleon Bonaparte werd het volgend jaar tot president gekozen.
De staatsgreep van 2 december 1851 was de directe aanleiding tot de oprichting van het Keizerrijk. President Lodewijk Napoleon Bonaparte en zijn omstaanders pleegden die dag een zelfcoup, die een einde bracht aan de machtsstrijd tussen de bonapartisten en de Ordepartij die was ontstaan na de Februarirevolutie. Waar de republikeinen zich beriepen op de grondwettelijke legaliteit om de Republiek te verdedigen, zagen de bonapartisten de bevolking als de enige bron van legitimiteit. Daarom kondigden zij ook snel na de staatsgreep de herinvoering af van het algemeen stemrecht voor mannen, waar dat voordien beperkt was. In 1850 werd immers nog een wet aangenomen die het electoraat deed inkrimpen van 9 naar 6 miljoen kiezers en die een vaste verblijfplaats gedurende drie jaar als voorwaarde oplegde om te mogen stemmen. Na de staatsgreep bestendigde president Bonaparte zijn macht door de presidentiële ambtstermijn te verlengen tot 10 jaar.
De bestendiging van de macht van Lodewijk Napoleon Bonaparte en de invoering van het algemeen stemrecht voor mannen werden aan de bevolking voorgelegd in het plebisciet van 20 en 21 december 1851. Burgers konden zich bij wijze van geheime stemming uitspreken, terwijl mensen in dienst van het leger door middel van open registers dienden te stemmen. Deze volksraadpleging voltrok zich echter in een context van onderdrukking van de republikeinse oppositie en censuur op kranten die het regime niet genegen waren. De president kon in deze periode niettemin bogen op enige populariteit onder de bevolking. Mede door steun vanuit de geestelijkheid werden de nieuwe maatregelen, volgens de officiële resultaten van het regime, goedgekeurd met 7.481.231 stemmen voor en 647.292 stemmen tegen.

### Grondwet van 1852

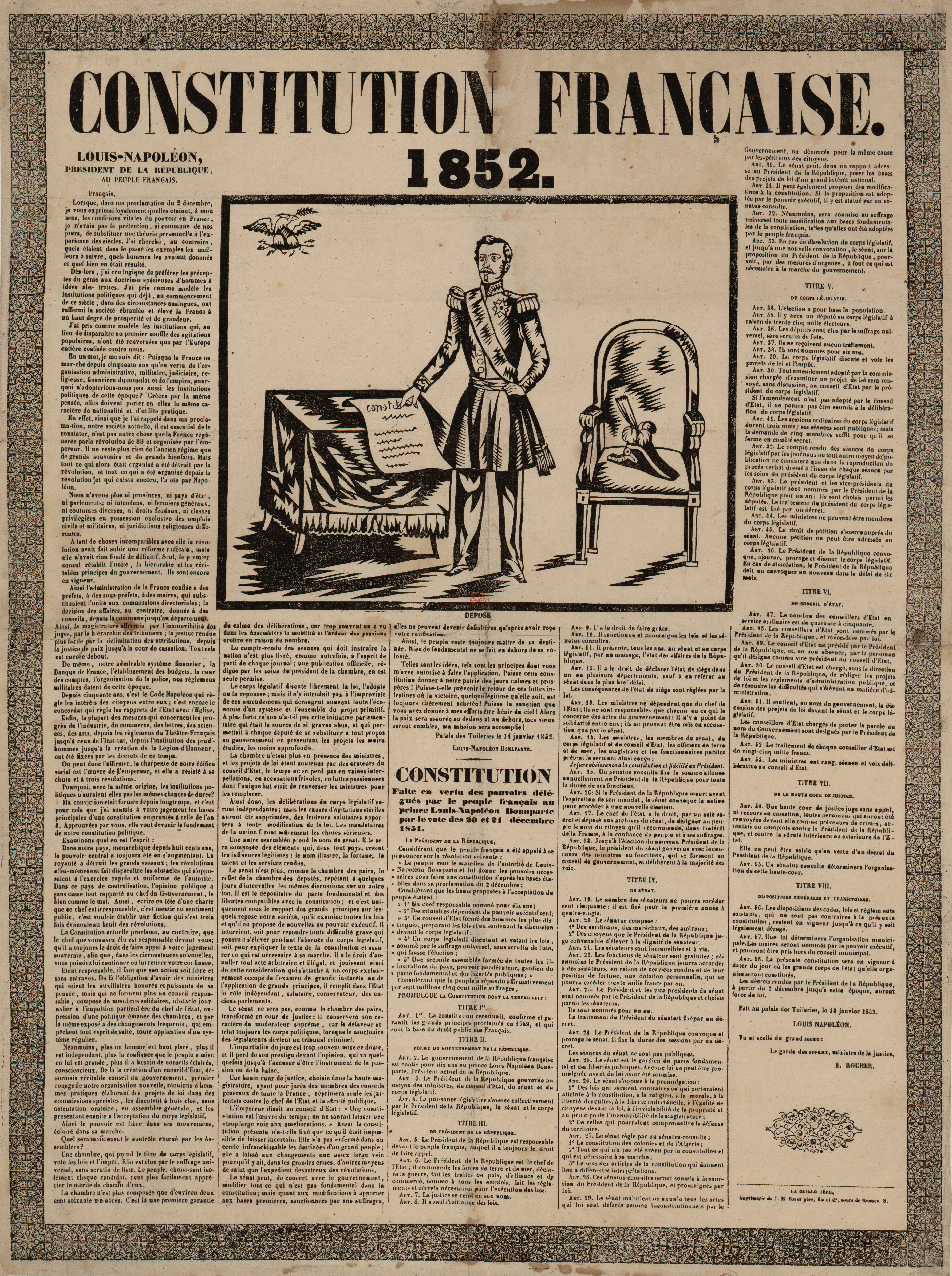
De tekst van de Franse grondwet van 1852.

Enkele jaren voor de staatsgreep had president Lodewijk Napoleon Bonaparte zijn visie op de caesariaanse democratie reeds op papier gezet in zijn werk Des Idées napoléoniennes, waarin hij beschreef dat in een regering in een democratie enkel de leider bestuursmacht toekomt, eerder dan aan het parlement. Hierbij kwamen de bonapartistische ideeën van een autoritair beleid in combinatie met volkssoevereiniteit reeds naar voren. Op grond van dit gedachtegoed werd dan ook de antiparlementaire Franse grondwet van 1852 opgesteld. Deze werd op 14 januari 1852 afgekondigd, zeer kort na de staatsgreep van december 1851 en het plebisciet dat daarop volgde.
Deze grondwet legde de uitvoerende macht in handen van een president die voor 10 jaar verkozen was en enkel verantwoording verschuldigd was aan het Franse volk, dat hij steeds kon raadplegen met plebiscieten. De invloed van het parlement werd hierdoor sterk verminderd: men ging over van een parlementair naar een plebiscitair regime.
De president had ook als enige het wetgevend initiatiefrecht. In deze taak werd hij bijgestaan door de Raad van State, waarvan de keizer de leden (staatsraden) benoemde. Dit orgaan stelde de wetsontwerpen op. Na goedkeuring in het Wetgevend Lichaam bekrachtigde de keizer de wetten en kondigde hij ze af.
Het Wetgevend Lichaam werd verkozen op basis van algemeen stemrecht voor mannen, maar parlementsleden hadden geen initiatiefrecht. Zij konden enkel wetsontwerpen van de keizer goed- of afkeuren, maar geen eigen wetsvoorstellen neerleggen of wetsontwerpen van de keizer amenderen. De Senaat werd niet door de bevolking verkozen. Deze assemblee had de bevoegdheid om zogenaamde senatus consulta (enkelvoud: senatus consultum, een verwijzing naar het Romeinse Rijk) aan te nemen. Deze normen hadden kracht van wet en konden institutionele hervormingen en grondwetswijzigingen doorvoeren. De senatoren werden immers door de keizer benoemd voor het leven. De ministeriële verantwoordelijkheid gold bovendien niet ten aanzien van het parlement maar ten aanzien van de keizer.
De keizer benoemde tevens de rechters en de hoge militaire gezagsdragers, die recht spraken en oorlog voerden in zijn naam. Hij kon tevens de oorlog verklaren en vredes- en handelsverdragen afsluiten. Alvorens in functie te treden diende alle verkozenen en ambtenaren een eed van trouw zweren aan de keizer en aan de grondwet. De pers werd aan banden gelegd.
Later, op 4 december 1852, werd het Tweede Franse Keizerrijk officieel uitgeroepen en werd president Bonaparte keizer Napoleon III, precies 48 jaar nadat zijn oom Napoleon I zich had laten kronen, in een even theatrale vertoning. Hij legde het invoeren van het keizerrijk voor in het plebisciet van 21 en 22 november 1852. Deze volksraadpleging voltrok zich in een sfeer van angst voor anarchie.

### Naar het Keizerrijk
Samen met het invoeren van de nieuwe grondwet evolueerde het statuut van de president van de Republiek in de richting van dat van een monarch: hij ondertekende documenten met de naam "Louis-Napoléon", liet zich aanspreken met Zijne Keizerlijke Hoogheid en zijn beeltenis verscheen op muntstukken en postzegels en de keizerlijke arend deed zijn herintrede in het staatswapen. Het Burgerlijk Wetboek werd herdoopt tot Code Napoléon en 15 augustus, de dag van Sint-Napoleon, werd een nieuwe nationale feestdag.

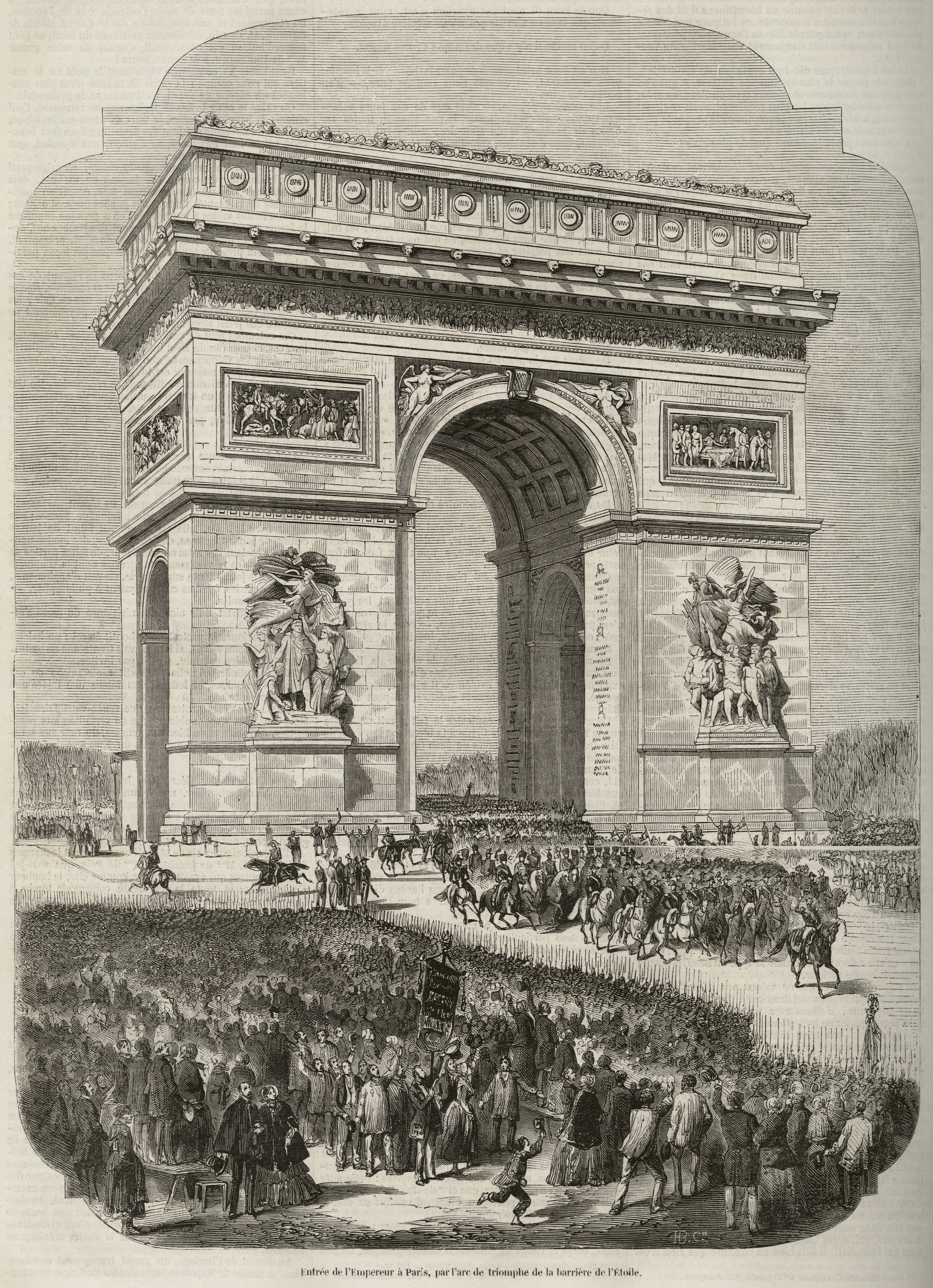
Intrede van president Lodewijk Napoleon onder de Arc de Triomphe in Parijs na zijn rondreis door Frankrijk eind 1852.

Op 29 februari en 14 maart 1852 werden respectievelijk de eerste en de tweede ronde van de parlementsverkiezingen georganiseerd, waarbij de samenstelling van het Wetgevend Lichaam werd vernieuwd. In het kader van deze stembusgang kregen de prefecten, de vrederechters en de administratie consignes mee om de zogenaamde candidats officiels (officiële kandidaten) te bevoordelen. Zij dienden dan ook alles in het werk te stellen om de verkiezing van deze officiële kandidaten te faciliteren, door hen te subsidiëren, gunsten te verlenen, kiesfraude te plegen, alsook door intimidatie van overige, niet-officiële kandidaten van de oppositie en door het uitoefenen van druk van de notabelen op hun ondergeschikten. Officiële kandidaten waren kandidaten die werden gesteund vanuit het bonapartistische regime. Hoewel deze praktijken niet nieuw waren in Frankrijk, werden ze bij deze verkiezingen wel op een grotere schaal toegepast. Bij deze stembusgang kregen de officiële kandidaten 5.200.000 stemmen achter hun naam, terwijl de oppositiekandidaten 800.000 stemmen kregen. Onder de verkozenen van de oppositie bevonden zich 35 legitimisten (waarvan er drie officiële kandidaten waren), 18 onafhankelijke conservatieven, 17 orleanisten (royalisten), drie republikeinen en twee liberale katholieken. De drie republikeinse verkozenen, Hippolyte Carnot, Eugène Cavaignac en Jacques-Louis Hénon, weigerden de eed van trouw aan de keizer en de grondwet te zweren en konden derhalve geen zitting nemen in het Wetgevend Lichaam.
Om de slaagkansen van het uitroepen van het keizerrijk af te toetsen, ondernam president Lodewijk Napoleon vanaf 1 september 1852 een reis doorheen gans Frankrijk. Met deze rondreis kon hij ook het enthousiasme van de Fransen tonen in het buitenland. In het najaar van 1852 kwam de president opnieuw aan in Parijs, waar hij onder de Arc de Triophe met keizerlijke allures werd ontvangen.
Op 7 november 1852 werd in de Senaat de keizerlijke waardigheid ingevoerd in de grondwet door middel van een senatus consultum dat werd goedgekeurd met 86 stemmen voor en één stem tegen. Twee weken later, op 21 en 22 november 1852, werd deze grondwetswijziging in een nieuw plebisciet voorgelegd aan de bevolking, waarbij 7.824.149 mensen voor stemden, 253.149 tegenstemden en twee miljoen mensen zich onthielden. In de departementen Vendée, Maine-et-Loire, Morbihan en Bouches-du-Rhône lag het aantal onthoudingen zelfs hoger dan 40%. Hierdoor werd het invoeren van de keizerlijke waardigheid in de grondwet goedgekeurd door de bevolking. Vanaf 2 december 1852 liet president Lodewijk Napoleon Bonaparte zich voortaan Napoleon III, keizer der Fransen noemen, exact één jaar na de staatsgreep, 47 jaar na de Franse overwinning in de Slag bij Austerlitz en 48 jaar na de kroning van Napoleon I in 1804.

## Autoritaire Keizerrijk

### Evolutie in het keizerlijk bestuur
Hoewel de staatsorganisatie van het Tweede Franse Keizerrijk sterk leek op die van het Eerste Franse Keizerrijk van Napoleon I (1804-1815), waren er enkele fundamenteel verschillende uitgangspunten. De taak van het Tweede Keizerrijk, zo stelde Napoleon III, was de bevolking te leiden naar gerechtigheid en eeuwige vrede. Als voorstander van het algemeen stemrecht voor mannen en als criticus voor oligarchische regimes in het recente Franse verleden die de sociale kwesties negeerde, legde Napoleon III er zich op toe beleid te voeren volgens de "napoleontische ideeën", met name volgens het gedachtegoed waarmee ook zijn oom Napoleon Bonaparte Frankrijk had bestuurd.

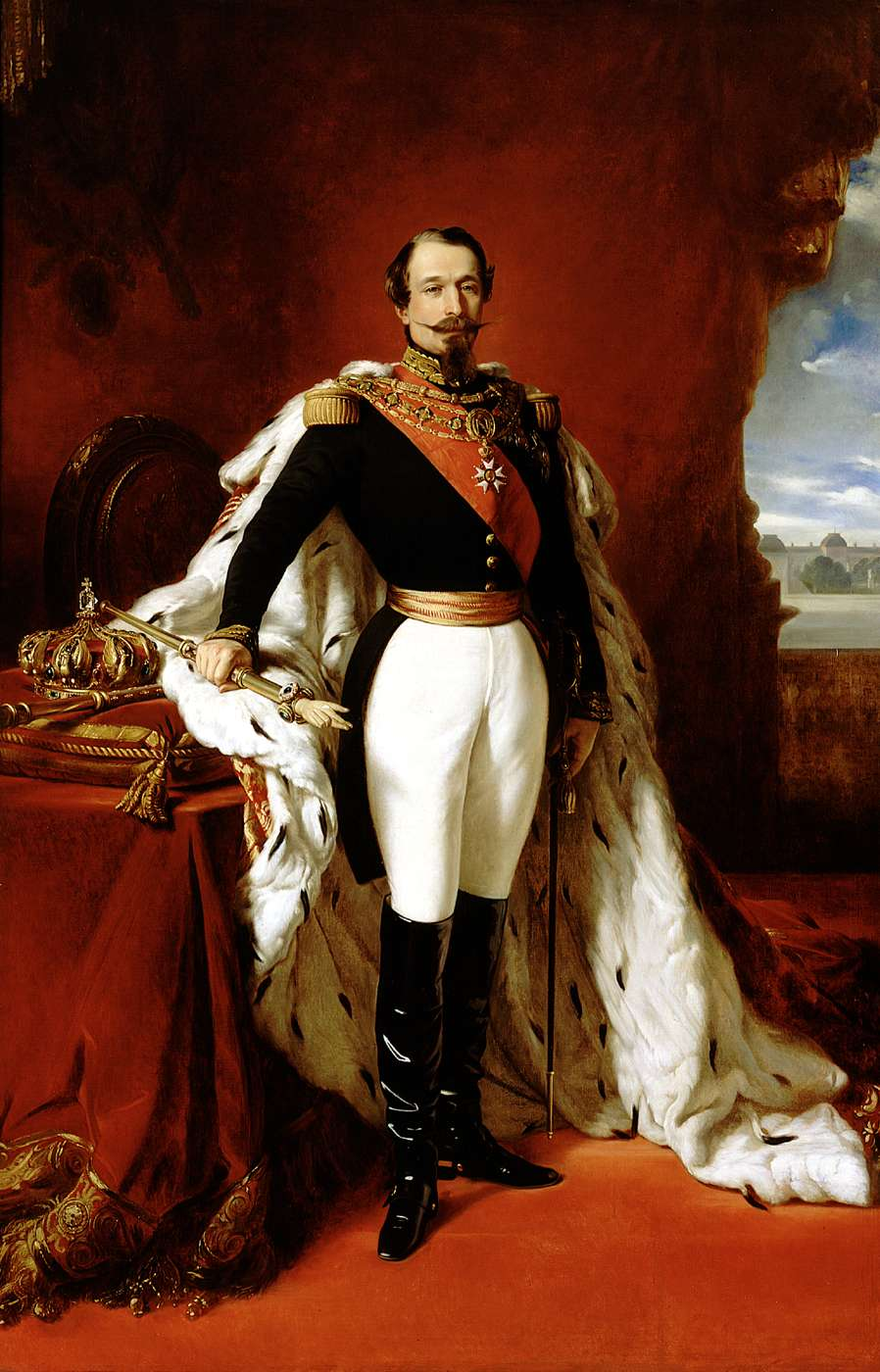
Portret van Napoleon III, Franz Xaver Winterhalter, 1855.

Zijn uitvoerende macht oefende Napoleon III uit met de hulp van twee organen: zijn persoonlijk kabinet en zijn regering. Tot 1864 was Jean-François Mocquard zijn kabinetschef. Het keizerlijke kabinet werd verder samengesteld uit vertrouwelingen van de keizer. In zijn regering, gedurende meer dan 16 jaar de regering-Bonaparte III, benoemde de keizer eveneens medestanders, die elk verantwoordelijk werden over een ander departement en die verantwoording diende af te leggen aan de keizer, en niet aan het parlement, zoals dat in het heden meestal het geval is in een democratie. De regeringen Bonaparte III en Bonaparte kenden overigens geen eerste minister, daar zij volledig werden geleid door de keizer. Waar de ministers weinig marge kenden om tegen het beleid van de keizer in te gaan, zat dat enigszins anders ten aanzien van de leden van de Raad van State. Deze staatsraden werden door de keizer benoemd, maar hadden veelal reeds gediend onder de orleanistische (royalistische) administratie die voor 1848 aan de macht was in Frankrijk. Hoewel de Raad van State vooral als raadplegingsorgaan was opgevat, waren de staatsraden niet snel geneigd om mee te gaan in de sociale politiek van de keizer en gingen zij geregeld in tegen het beleid dat door de regering werd voorgesteld, door soms hun voorstellen sterk te amenderen. Maatregelen zoals de afschaffing van het werkmansboekje, het invoeren van een systeem van verzekeringen voor landbouwers of het vastleggen van een vaste broodprijs zouden botsen op weerstand binnen de Raad van State, waarbij Napoleon III niet geneigd leek staatsraden af te zetten en te vervangen door meer getrouwe medestanders, hoewel hij daartoe de macht had.
Het Wetgevend Lichaam, dat bestond uit 270 verkozen volksvertegenwoordigers, hield slechts drie maanden per jaar zitting. De volksvertegenwoordigers konden geen eigen wetsvoorstellen indienen of wetsontwerpen van de keizer amenderen, konden niet zelf hun voorzitter kiezen (ook deze werd door de keizer benoemd), konden niet in detail over de begroting stemmen, noch de regering interpelleren of vragen stellen aan de ministers. De enige bevoegdheid die het Wetgevend Lichaam had was het zonder meer goed- of afkeuren van wetten en budgettaire voorzieningen. Napoleon III en de bonapartisten waren immers van mening dat er geen concurrerende wil van het volk kon bestaan, met aan de ene kant de volkswil uitgedrukt door het parlement en aan de andere kant de volkswil die werd geuit in plebiscieten en die werd vertegenwoordigd door de keizer, die was gelegitimeerd op grond van algemeen stemrecht. Deze caesariaanse opvatting van democratie zorgde er dan ook voor dat wetgevende verkiezingen een zeldzaamheid bleven (met verkiezingen om de zes jaar) en verklaarde het systeem van officiële kandidaten. De kiesomschrijvingen werden bovendien zodanig ingericht dat de liberale (oppositie)stemmen in de steden aan gewicht zouden verliezen in vergelijking met de stemmen op het platteland.
Tot de jaren 1860 kon Napoleon III is voornamelijk steunen op de burgerij en de katholieke geestelijkheid. Het ontbrak aan een gestructureerde bonapartistische partij, maar de keizer werd niettemin gesteund door gelijkgezinde omstaanders. De ene steunde de keizer oprecht, de andere deed het al meer uit opportunisme. De keizer, die zich bewust was van deze verscheidenheid in zijn entourage, liet zich op een dag ontvallen: "Quel gouvernement que le mien! L'Impératrice est légitimiste, Napoléon-Jérôme républicain, Morny, orléaniste; je suis moi-même socialiste. Il n'y a de bonapartiste que Persigny: mais Persigny est fou!" Naast zijn halfbroer Charles de Morny en zijn kabinetschef Victor de Persigny was ook Eugène Rouher een van zijn naaste vertrouwelingen. Rouher zou uitgroeien tot een onofficiële vice-keizer of eerste minister.

Vertrouwelingen van keizer Napoleon III
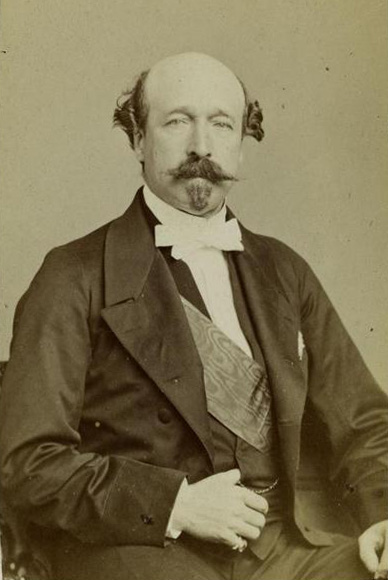
Charles de Morny.
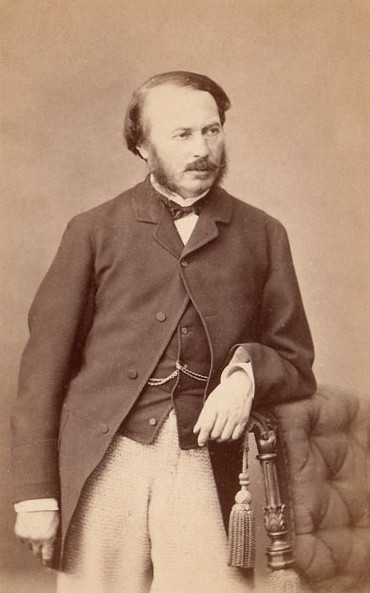
Victor de Persigny.
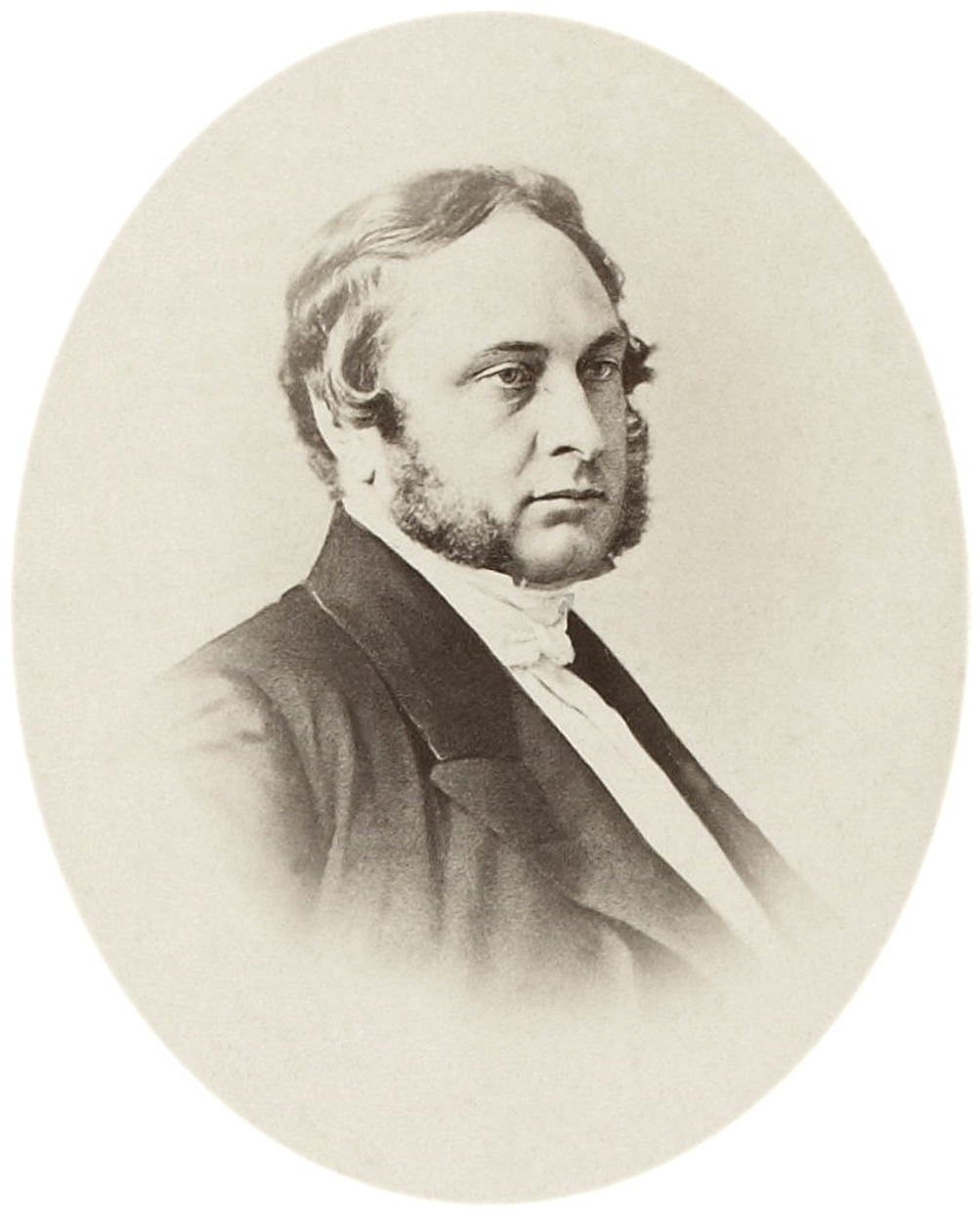
Eugène Rouher.
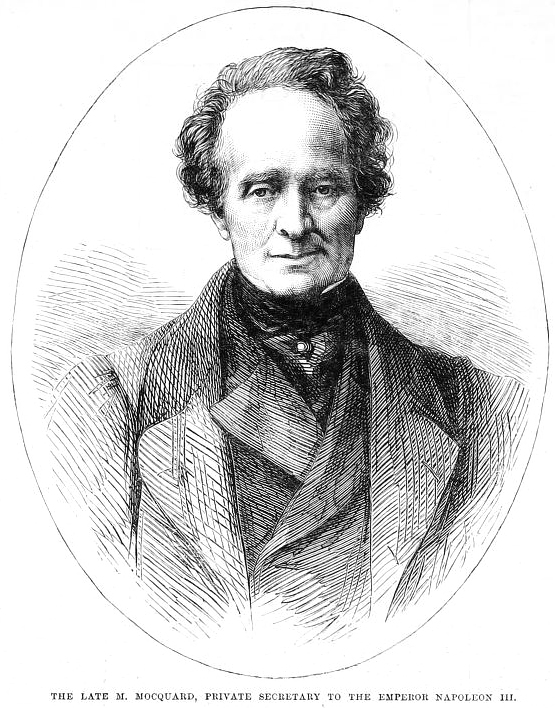
Jean-François Mocquard.

### Parlementsverkiezingen van 1857

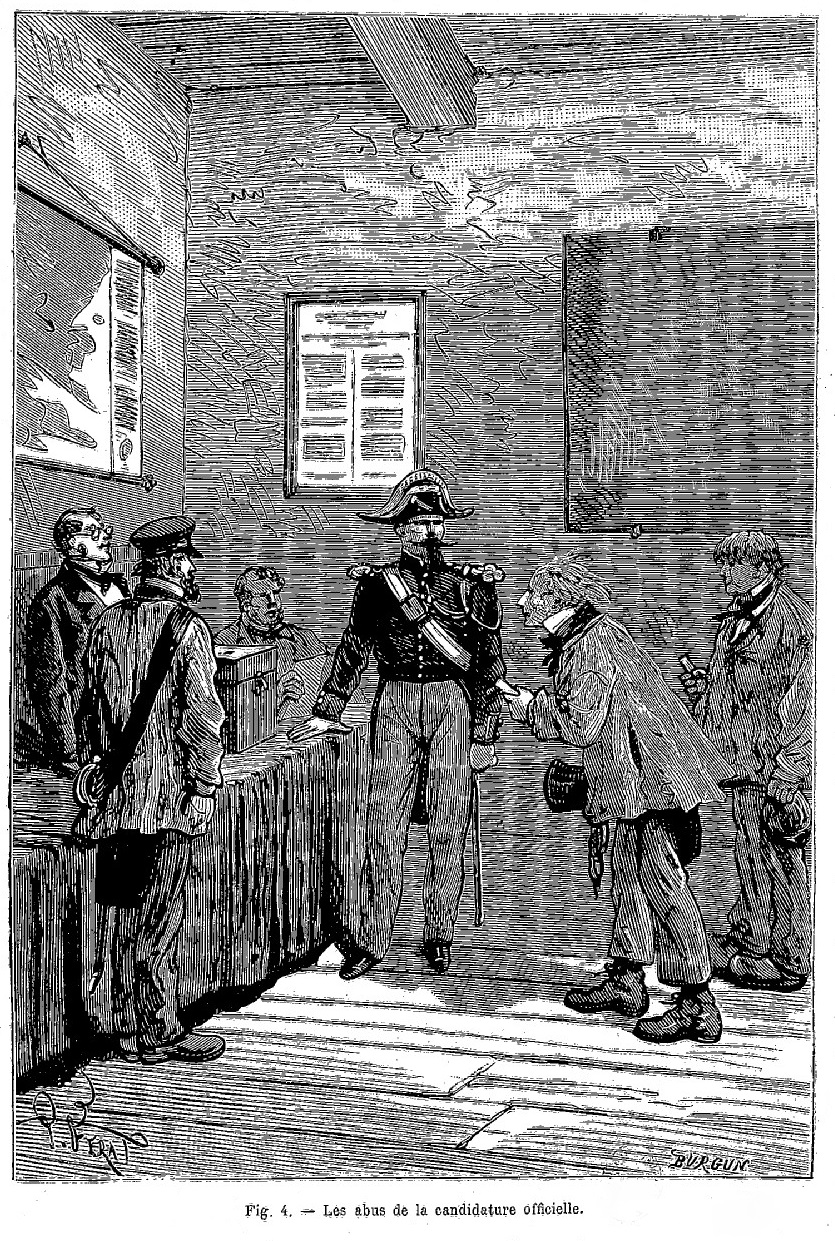
"Misbruik van de officiële kandidaatstelling". Gravure uit het werk Histoire illustrée du Second Empire van Taxile Delord.

De eerstvolgende verkiezingen ter hernieuwing van het Wetgevend Lichaam vonden plaats in juni 1857. De officiële kandidaten, die door het keizerlijke regime werden gesteund, verkregen 85% van de stemmen (5.500.000 stemmen), terwijl de overige 15% van de stemmen (665.000 stemmen) verdeeld waren onder de oppositie, die bestond uit de republikeinen, royalisten en de legitimisten. Twee miljoen kiezers kwamen niet opdagen. Vooral in de grote steden, zoals in Parijs, behaalde de republikeinse oppositie veel stemmen. De republikeinse verkozenen Hippolyte Carnot, Michel Goudchaux en Louis Eugène Cavaignac weigerden opnieuw de eed af te leggen, waardoor zij weerom niet konden zetelen in het Wetgevend Lichaam. Bij de aanvullende verkiezingen van 1858 geraakten vijf republikeinen verkozen: Jules Favre, Ernest Picard, Jacques-Louis Hénon, Alfred Darimon en Émile Ollivier. Zij legden wel de eed af en gingen de geschiedenis in als Les Cinq (De Vijf). Door deze groei van de republikeinen zag keizer Napoleon III af van het voornemen om het algemeen stemrecht ter discussie te stellen, wat nochtans in zijn entourage werd geopperd.

### Aanslag van Felice Orsini

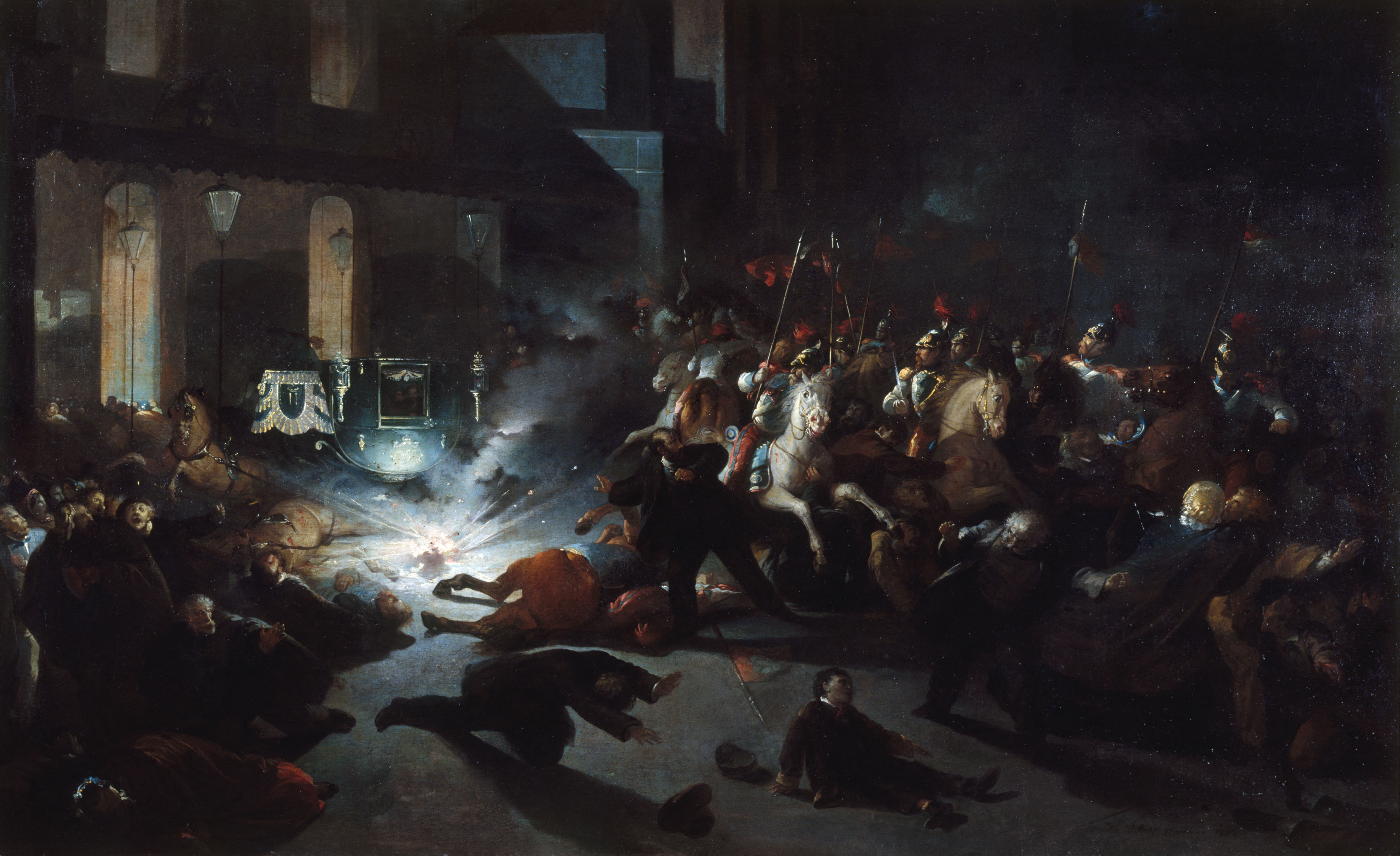
Voorstelling van de mislukte aanslag op Napoleon III op 14 januari 1858.

De mislukte aanslag op keizer Napoleon III en keizerin Eugénie door Felice Orsini op 14 januari 1858 in Parijs had tot gevolg dat het keizerlijke regime verhardde in zijn repressie ten aanzien van politieke tegenstanders. Verscheidene hoge functionarissen binnen het regime werden bovendien ontslagen, zoals bijvoorbeeld de politiek verantwoordelijke minister van Binnenlandse Zaken Adolphe Billault, die werd vervangen door Charles-Marie-Esprit Espinasse.
Enkele weken na de aanslag, op 1 februari, werd in het Wetgevend Lichaam een wetsontwerp neergelegd voor de wet op de algemene veiligheid. Deze controversiële wet liet toe om gevangenisstraffen op te leggen aan politieke tegenstanders van het keizerlijke regime, maar ook om personen zonder proces te arresteren en te verbannen of te deporteren indien zij sinds 1848 waren veroordeeld voor politieke misdrijven of misdrijven tegen de persoon van de keizer. De wet op de algemene veiligheid zou in het Wetgevend Lichaam worden goedgekeurd met 221 stemmen voor, met 24 stemmen tegen en met 14 onthoudingen. In de Senaat stemde enkel senator Patrice de Mac Mahon tegen de wet.
Na de afkondiging van de wet maakte minister Espinasse er aanvankelijk veelvuldig gebruik van, maar reeds vanaf maart 1858 zou zij voor het laatst worden toegepast. In totaal werden 450 mensen opgesloten of gedeporteerd naar onder meer Frans-Algerije. De meesten onder hen werden op 15 augustus 1859 vrijgelaten, nadat keizer Napoleon III algemene amnestie had verleend na de Franse overwinning in de Tweede Italiaanse Onafhankelijkheidsoorlog. Enkele politieke bannelingen, zoals onder meer Victor Hugo en Edgar Quinet weigerden echter om van deze amnestie gebruik te maken en bleven ook nadien in ballingschap leven.

## Liberale Keizerrijk

### Toenemende problemen

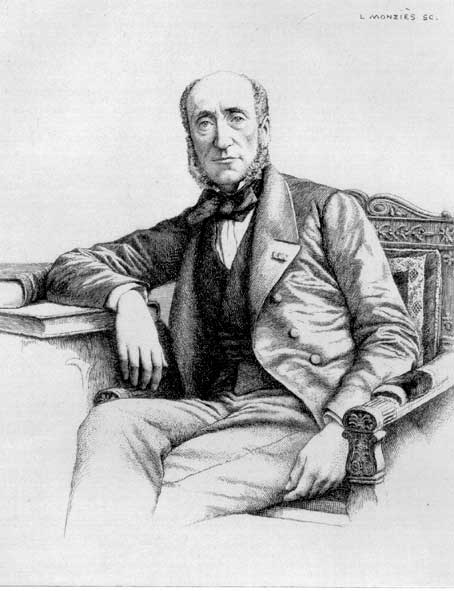
Michel Chevalier, onderhandelaar van het Cobden-Chevalierverdrag in 1860.

Tijdens de jaren 1860 nam het Tweede Franse Keizerrijk een meer liberale wending en evolueerde het Autoritaire Keizerrijk naar het Liberale Keizerrijk. Geleidelijk aan werd de censuur verminderd en werd het recht op vergadering verruimd en ook de algemene amnestie in 1859 kaderde binnen deze liberalisering. Onder invloed van hertog Charles de Morny evolueerde het Keizerrijk verder naar een parlementair regime. De geleidelijke liberalisering van het Keizerrijk versterkte echter ook de verschillende oppositiestrekkingen, zoals de republikeinen, de royalisten en de rechtse clerus. Terwijl de republikeinen en de liberalen het Italiëbeleid en het handelsbeleid van de keizer steunden (met in het bijzonder de Franse betrokkenheid in de Tweede Italiaanse Onafhankelijkheidsoorlog en het Cobden-Chevalierverdrag uit 1860, het vrijhandelsakkoord tussen Frankrijk en het Verenigd Koninkrijk), stonden vooral de katholieken (vanwege de simultane ondergang van de Pauselijke Staten) en de industriëlen (vanwege het handelsverdrag) weigerachtig tegenover het beleid van Napoleon III. Deze oppositiestemmen werden met name belichaamd in dagbladen zoals L'Univers van Louis Veuillot. Ook na de Franse interventie in Syrië in 1860, die uitdraaide in het voordeel van de lokale christenen, bleven de katholieken zich verzetten tegen het keizerlijke beleid. Een en ander zette keizer Napoleon III ertoe aan om zijn beleid over een andere boeg te gooien.

### Grondwetswijzigingen
Na het decreet van 24 november 1860 en nadat de Senaat de senatus consulta van 2 februari en 31 december 1861 goedkeurde, werd het Franse grondwet van 1852 aangepast om liberale hervormingen door te voeren. De Senaat en het Wetgevend Lichaam verkregen een beperkt interpellatierecht en de mogelijkheden om wetsontwerpen te amenderen werden uitgebreid. Bovendien werd er bepaald dat de verslagen van de debatten van het Wetgevend Lichaam dienden te worden gedrukt en verspreid onder het publiek. Keizer Napoleon III rekende erop dat deze maatregelen de katholieke oppositie terug dichter bij zijn regime zou brengen. Ook de manier waarop de begroting werd gestemd, werd aangepast. In plaats van het goedkeuren van één globale begroting werd de begroting voortaan opgemaakt per ministerieel departement, wat de controlemogelijkheden door het parlement op de regering en de administratie verruimde. De werking van de staatsmachten ging hierdoor meer lijken op de werking van een constitutionele monarchie. Rond deze periode kende het Tweede Franse Keizerrijk zijn hoogtepunt.

### Parlementsverkiezingen van 1863

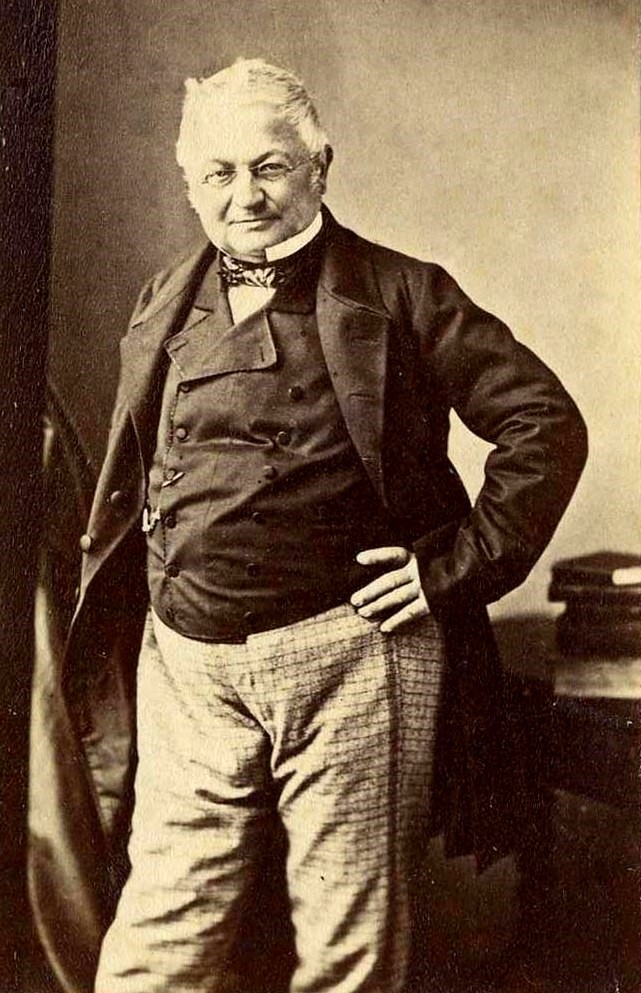
Adolphe Thiers.

De parlementsverkiezingen van 1863 voor het Wetgevend Lichaam voltrokken zich in een periode waarin het Tweede Franse Keizerrijk te kampen had met economische moeilijkheden die hoofdzakelijk het gevolg waren van slechte oogsten in de landbouwsector en de crisis in de Franse textielsector. Rond deze periode woedde immers in de Verenigde Staten de Amerikaanse Burgeroorlog, een conflict waarin Frankrijk officieel neutraal bleef. Als gevolg van de zeeblokkade van de Zuidelijke havens door de Noordelijke troepen van Amerikaans president Abraham Lincoln was er immers een tekort aan katoen ontstaan in Frankrijk. Hierdoor stapelden de faillissementen in deze sector zich op, wat leidde tot meer werkloosheid.
Bij de parlementsverkiezingen stelden meer dan 300 aanhangers van de oppositie zich kandidaat. De meeste onder hen waren republikeinen. Meer dan voordien kwam het tot een samenwerking tussen deze republikeinen en de royalisten, zoals bijvoorbeeld in Parijs, waar beide oppositiestrekkingen opkwamen onder een weliswaar door de republikeinen gedomineerde gezamenlijke lijst met als kopman de voormalige eerste minister en latere president Adolphe Thiers. Deze samenwerking heette de Liberale Unie. Thiers zou zich in het bijzonder laten opmerken door zijn toespraak over de noodzakelijke vrijheden in 1864.
Bij de verkiezingen van 1863 verkregen de bonapartistische officiële kandidaten 5.308.000 stemmen ofwel 251 zetels en de oppositie 1.954.000 stemmen ofwel 32 zetels (17 republikeinen en 15 onafhankelijken, waaronder Thiers). De bonapartisten verkregen weerom een grote meerderheid van de zetels, maar verloren er wel in vergelijking met de vorige verkiezingen. Enkele bekende persoonlijkheden binnen de oppositie, zoals Charles de Rémusat en Charles de Montalembert werden evenwel niet verkozen. In het Wetgevend Lichaam vormden de gematigde republikeinen en liberale bonapartisten samen de Derde Partij (Tiers Parti). Binnen deze fractie was Émile Ollivier de kopman.

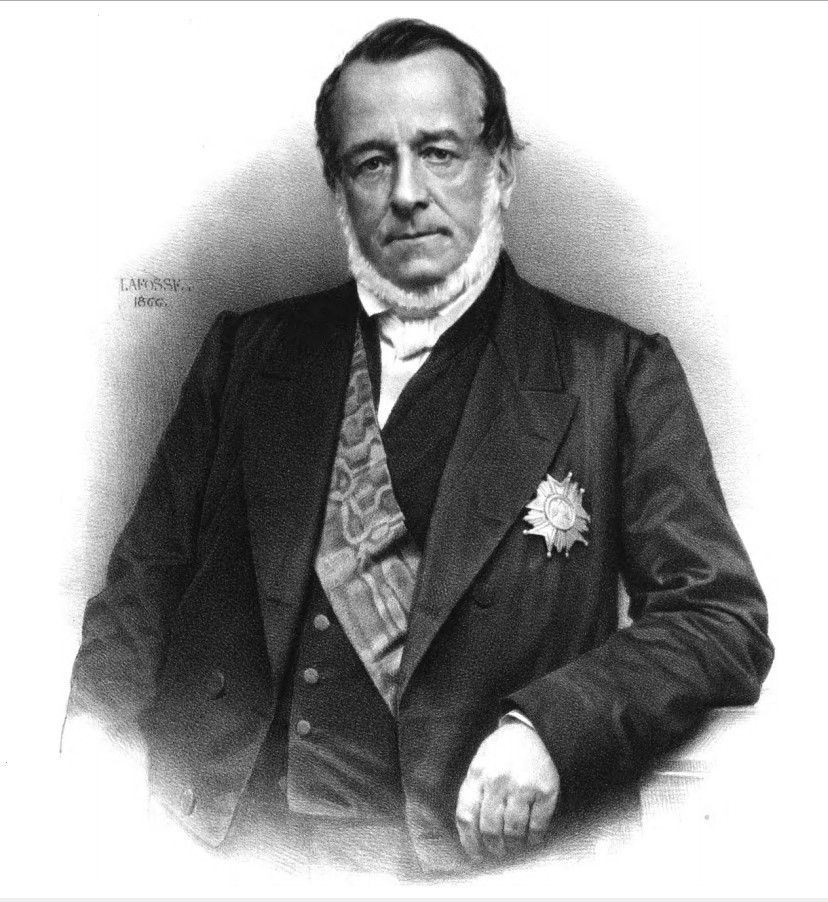
Paul Boudet.

Opnieuw werd duidelijk dat er in de grootsteden verschillend werd gestemd dan in de kleine steden met minder dan 40.000 inwoners en op het platteland. In de grootsteden stemde de bevolking namelijk vooral op de oppositie, in tegenstelling tot elders, waar de bonapartisten meer stemmen haalden. Waar bij vorige parlementsverkiezingen onder het Tweede Franse Keizerrijk enkel de verkozenen een eed van trouw aan de Franse grondwet van 1852 en de keizer dienden te zweren, moesten vanaf 1858 niet enkel de verkozenen, maar ook alle kandidaten deze eed zweren.
Na de verkiezingen vonden meerdere herschikkingen plaats in de regering-Bonaparte III. Onder meer minister van Staat Alexandre Colonna-Walewski en minister van Binnenlandse Zaken Victor de Persigny werden vervangen. Nochtans werden zij gesteund door keizerin Eugénie, daar zij net als hen een voorstander was van het zogenaamde Autoritaire Keizerrijk en zich verzette tegen de democratische hervormingen die werden doorgevoerd onder invloed van Charles de Morny, die dichter bij keizer Napoleon III stond. Na de herschikking van de regering werd Eugène Rouher de sterke man binnen de regering, wat hem de bijnaam vice-keizer zou opleveren. Enkele nieuwe namen in de regering waren de antiklerikale protestantse advocaat en vrijmetselaar Paul Boudet, die de Persigny opvolgde als minister van Binnenlandse Zaken, de saint-simonistische industrieel Armand Béhic, die de tot minister van Staat gepromoveerde Rouher verving als minister van Landbouw en de liberale historicus Victor Duruy, die minister van Openbaar Onderwijs en Kerkelijke Zaken werd.
De democratische hervormingen die sinds de jaren 1860 geleidelijk werden ingevoerd en zouden leiden tot het Liberale Keizerrijk zorgden voor een geleidelijke breuk tussen de autoritaire bonapartisten en de pragmatisch-gematigde bonapartisten. Deze tweedracht kon echter niet door de oppositie worden uitgespeeld. Het meer risicovolle buitenlands beleid van het Tweede Franse Keizerrijk in dezelfde periode, met onder meer de onsuccesvolle Franse interventie in Mexico (1861-1867), zorgde ervoor dat het opgebouwde krediet van het Keizerrijk geleidelijk afbrokkelde.

### Verdere hervormingen en persvrijheid
Het senatus consultum van 18 juli 1866 paste de Franse grondwet van 1852 weerom aan en voerde de regeling in dat over grondwetswijzigingen enkel nog mocht worden gedebatteerd in de Senaat en door de Raad van State verworpen amendementen voortaan door het Wetgevend Lichaam konden worden heropgenomen om alsnog te worden behandeld. De macht van de Raad van State en het monopolie van deze instelling op het formuleren van wetsontwerpen werd hierdoor voor een eerste maal licht ingeperkt. Het monopolistisch initiatiefrecht zou echter pas werkelijk worden doorbroken na de na de Interpellatie van de 116 volksvertegenwoordigers en een nieuwe grondwetswijziging door het senatus consultum van 8 september 1869, minder dan een jaar voor de val van het Tweede Franse Keizerrijk. Sinds deze grondwetswijziging rustte het initiatiefrecht niet langer exclusief bij de keizer en diens Raad van State, maar werd het gedeeld met het Wetgevend Lichaam.
In januari 1867 kondigde keizer Napoleon III nieuwe "nuttige hervormingen" en een "nieuwe uitbreiding van de openbare vrijheden" aan. Bij decreet van 31 januari 1867 verkregen de Senaat en het Wetgevend Lichaam het volwaardig interpellatierecht.
Aanvankelijk diende de Franse pers zich te houden aan een waarborgsysteem, waarbij men geld in waarborg diende neer te leggen dat men enkel op voorwaarde van "goed gedrag" en mits het voldoen aan de waarschuwingsregeling kon terugkrijgen. De waarschuwingsregeling hield in dat de pers vooraf aan de publicatie van gevoelige artikels deze artikels door middel van een verzoekschrift diende voor te leggen aan het regime. Het verschijnen van kranten die zich niet naar deze waarschuwingsregels hielden, konden tijdelijk worden opgeschort of verboden. Boeken werden onderworpen aan een systeem van censuur. De wet van 11 mei 1868 op de pers schafte alle preventieve maatregelen omtrent de pers af: het systeem van voorafgaandelijke toestemmingen werd afgeschaft. Als gevolg hiervan verschenen er meer oppositiekranten, die voornamelijk republikeinsgezind waren.
De wet op 6 juni 1868 op het recht van vergadering schafte vervolgens alle voorafgaandelijke toestemmingen omtrent openbare bijeenkomsten af, met uitzondering van bijeenkomsten over religieuze of politieke thema's. Verkiezingsbijeenkomsten vielen evenwel niet onder deze uitzonderingen en werden volledig vrijgemaakt.
Keizer Napoleon III hoopte vergeefs dat hij door deze persvrijheid en vrijheid van vergadering zijn persoonlijke bewegingsvrijheid kon behouden. Hij speelde echter in de kaart van zijn politieke tegenstanders. Terwijl de hervormingen de bonapartisten onderling verdeelden, konden ze de tegenkanting van de oppositie tegen het Tweede Franse Keizerrijk immers niet intomen. Verschillende gebeurtenissen zouden aantonen dat het republicanisme niet te verzoenen viel met het keizerlijke regime. Het gaat dan onder meer over het verschijnen van de werken Les Châtiments van banneling Victor Hugo, L'électeur libre van Jules Ferry, Le Réveil van Charles Delescluzes, La Lanterne van Henri Rochefort, de nationale intekening ten voordele van een monument van Alphonse Baudin en het pleidooi van Léon Gambetta op het persproces van Charles Delescluze.

### Wet-Niel

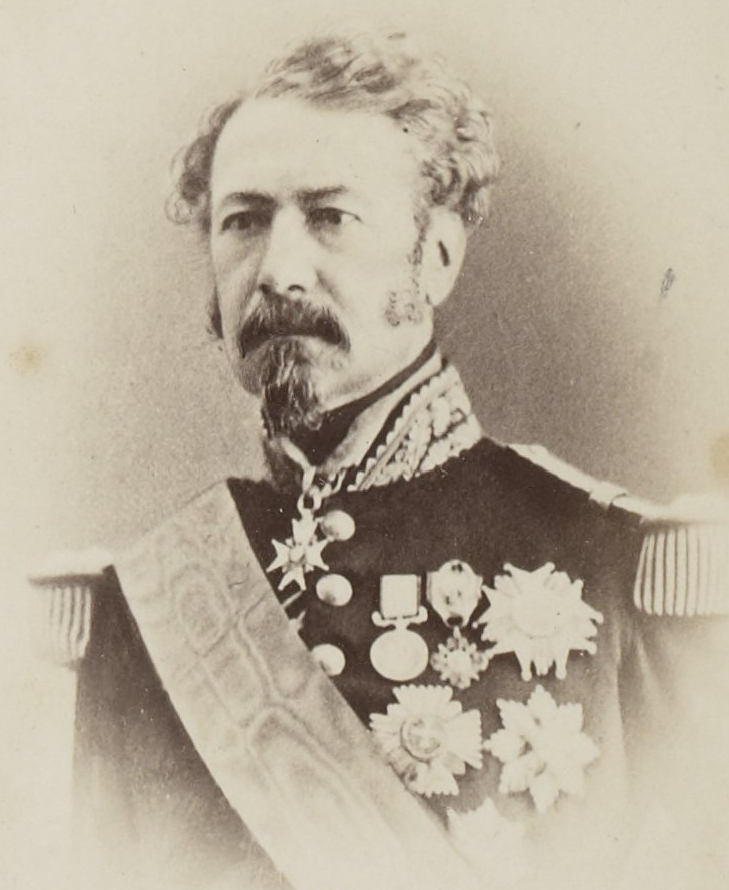
Minister van Oorlog Adolphe Niel, naar wie de wet werd genoemd.

De opeenvolging van tegenslagen voor de Fransen in hun buitenlands beleid in de periode 1866-1867 en de vrees voor een gewapend conflict zetten keizer Napoleon III ertoe aan een legerhervorming door te voeren. Aan de mislukte Franse interventie in Mexico kwam immers een einde door de vernederende terugtrekking van de Franse troepen, terwijl in het kader van de Risorgimento, de Italiaanse eenwording, een bondgenootschap leek te ontstaan tussen het jonge Italië en de opkomende Europese grootmacht Pruisen. Bovendien had de Franse keizerlijke diplomatie zich in de Luxemburgse kwestie belachelijk gemaakt voor heel Europa. In dezelfde periode probeerde de Oostenrijkse kanselier Ferdinand von Beust een alliantie op de been te brengen tussen het Keizerrijk Oostenrijk en het Tweede Franse Keizerrijk om een dam op te werpen tegen de gemeenschappelijke vijand Pruisen. Keizer Napoleon III weigerde in deze alliantie te stappen op aanraden van zijn attaché in Berlijn Eugène Stoffel, die aangaf dat Pruisen zich hier niet zomaar bij zou neerleggen. Wel besloot de keizer een verregaande legerhervorming door te voeren. Het wetsontwerp hiertoe stelde een hervorming van de rekrutering voorop, waarbij ongelijkheden en onrechtvaardigheden zoals de lottrekking, en versterkte de militaire opleiding. Deze Wet-Niel werd echter fors geamendeerd in het Wetgevend Lichaam, wat maakte dat zij uiteindelijk werd aangenomen met zoveel wijzigingen ten opzichte van het originele wetsontwerp dat de wet inefficiënt werd.

### Parlementsverkiezingen van 1869
Hoewel de bonapartisten bij de parlementsverkiezingen van 1869 met 4.600.000 stemmen nog steeds een meerderheid hadden, kwam de oppositie met 3.300.000 stemmen en meerderheden in de grootsteden weerom sterker uit de stembusslag. In de Parijse wijk Belleville bijvoorbeeld had de republikeinse opposant Léon Gambetta veel succes met zijn Programma van Belleville. In het Wetgevend Lichaam zakte de autoritaire bonapartisten weg tot 97 zetels en was de Derde Partij van Émile Ollivier de grote winnaar van de verkiezingen met 125 zetels. Daarmee werd deze partij de grootste oppositiepartij, na de royalisten (41 zetels) en de republikeinen (30 zetels). Een nieuwe factor in deze verkiezingsuitslag is evenwel de grote vooruitgang van de republikeinen onder de arbeidersklasse, waarvan voor het eerst een meerderheid stemde op republikeinse kandidaten. Dit werd als een mislukking beschouwd van het sociale beleid dat keizer Napoleon III had willen voeren. De eendracht tussen de internationalisten en de republikeinse burgerij werd hierdoor een voldongen feit.
Bovendien braken er na de verkiezingen straatgevechten uit, iets wat in 15 jaar niet meer was gebeurd. Na de verkiezingen interpelleerde een groot deel van de volksvertegenwoordigers de keizer met de oproep tot verdere democratische hervormingen. De aanleiding van deze zogenaamde Interpellatie van de 116 volksvertegenwoordigers was de schietpartij in Brûlé, in La Ricamarie, nabij Saint-Étienne, waarbij het leger een staking wilde breken en op 16 juni 1869 veertien personen doodschoot. Napoleon III zag zich genoodzaakt nieuwe hervormingen door te voeren. Met het senatus consultum van 8 september 1869 verkreeg het Wetgevend Lichaam een volwaardig wetgevend initiatiefrecht. Een andere belangrijke vernieuwing was het ontslag van de voltallige regering-Bonaparte III en de aanstelling van de nieuwe regering regering-Bonaparte IV. Nooit eerder in het bestaan van het keizerrijk had er zulke ingrijpende herschikking van de regering plaatsgehad.
| Verkiezingen | Verkiezingen | Aantal kiezers | Bonapartisten | Oppositie | Onthoudingen |
| ------------ | ------------ | -------------- | ------------- | --------- | ------------ |
|              | 1852         | 9.836.000      | 5.248.000     | 810.000   | 3.613.000    |
|              | 1857         | 9.490.000      | 5.471.000     | 665.000   | 3.372.000    |
|              | 1863         | 9.938.000      | 5.308.000     | 1.954.000 | 2.714.000    |
|              | 1869         | 10.417.000     | 4.438.000     | 3.355.000 | 2.291.000    |

## Buitenlands beleid tijdens het Tweede Franse Keizerrijk

### Europese oorlogen
Napoleon III hield er net als zijn oom Napoleon Bonaparte een ambitieus buitenlands beleid op na. Hij keek daarom ook persoonlijk toe op dit buitenlandbeleid en de werking van de Franse diplomatie. Keizer Napoleon III zou tijdens zijn regeerperiode streven naar een Europa van grote industriestaten die onderling samenwerkten door het afsluiten van vrijhandelsverdragen.
Sinds de val van het Eerste Franse Keizerrijk en het Congres van Wenen in 1815 was Frankrijk op diplomatiek vlak een tweederangsstaat geworden. Het eerste doel van Napoleon III was dan ook om Frankrijk opnieuw een vooraanstaande rol te laten spelen op het Europese continent. Tegelijkertijd probeerde hij de grootmachten die zich destijds in Wenen anti-Frans hadden opgesteld, tegen elkaar op te zetten.

#### Krimoorlog

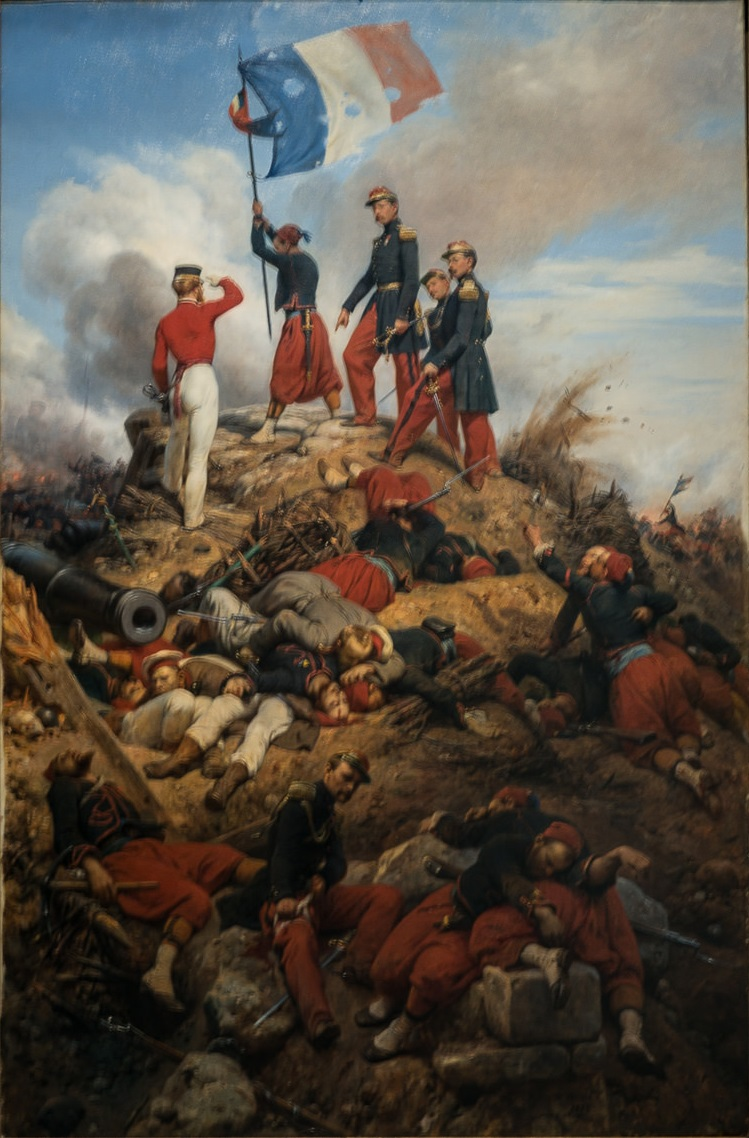
La prise de Malakoff door Horace Vernet uit 1858. Een Britse officier groet de Franse generaal Patrice de Mac Mahon op de redoute van Malachov.

Tijdens de Krimoorlog, die duurde van 1853 tot 1856, wist Napoleon III voor het eerst de invloed van Frankrijk binnen Europa te vergroten en zijn visie aangaande buitenlands beleid uit te werken. Door de Franse deelname in de coalitie met het Ottomaanse Rijk, het Verenigd Koninkrijk en Piëmont-Sardinië tegen het Russische Keizerrijk wist Frankrijk zich immers uit zijn militair en diplomatiek isolement te bevrijden dat reeds bestond sinds het begin van de 19e eeuw als gevolg van de Coalitieoorlogen van keizer Napoleon Bonaparte. Frankrijk en het Verenigd Koninkrijk vonden elkaar vanwege hun gedeelde belangen aangaande het Ottomaanse Rijk: Frankrijk wilde zijn invloed op Egypte verruimen om er in het bijzonder de plannen voor de bouw van het Suezkanaal uit te voeren, terwijl het Verenigd Koninkrijk zijn handelsroutes naar Brits-Indië wilde veiligstellen. Nadat de oorlog tussen de Turken en de Russen was uitgebroken in oktober 1853, verklaarden op hun beurt de Fransen en de Britten de oorlog aan de Russen op 27 maart 1854.
Op diplomatiek vlak had de Krimoorlog gunstige gevolgen voor Frankrijk. Keizer Napoleon III wist immers toenadering te vinden tot het Verenigd Koninkrijk terwijl tegelijkertijd de Britse banden met het Keizerrijk Oostenrijk en het Keizerrijk Rusland vertroebelden.
Na de Slag aan de Alma (20 september 1854), de vernietiging van de Russische vloot in Sebastopol en de Slag bij Malachov (7 september 1855) capituleerde de Russen, waardoor de Brits-Franse overwinning een feit was. Niettemin sneuvelden 95.000 Franse soldaten, waarvan er 75.000 omkwamen tijdens de Belegering van Sebastopol. Onder meer de Franse legerarts Lucien Baudens werd tijdens de Krimoorlog getroffen door tyfus, waaraan hij uiteindelijk zou overlijden in 1857.

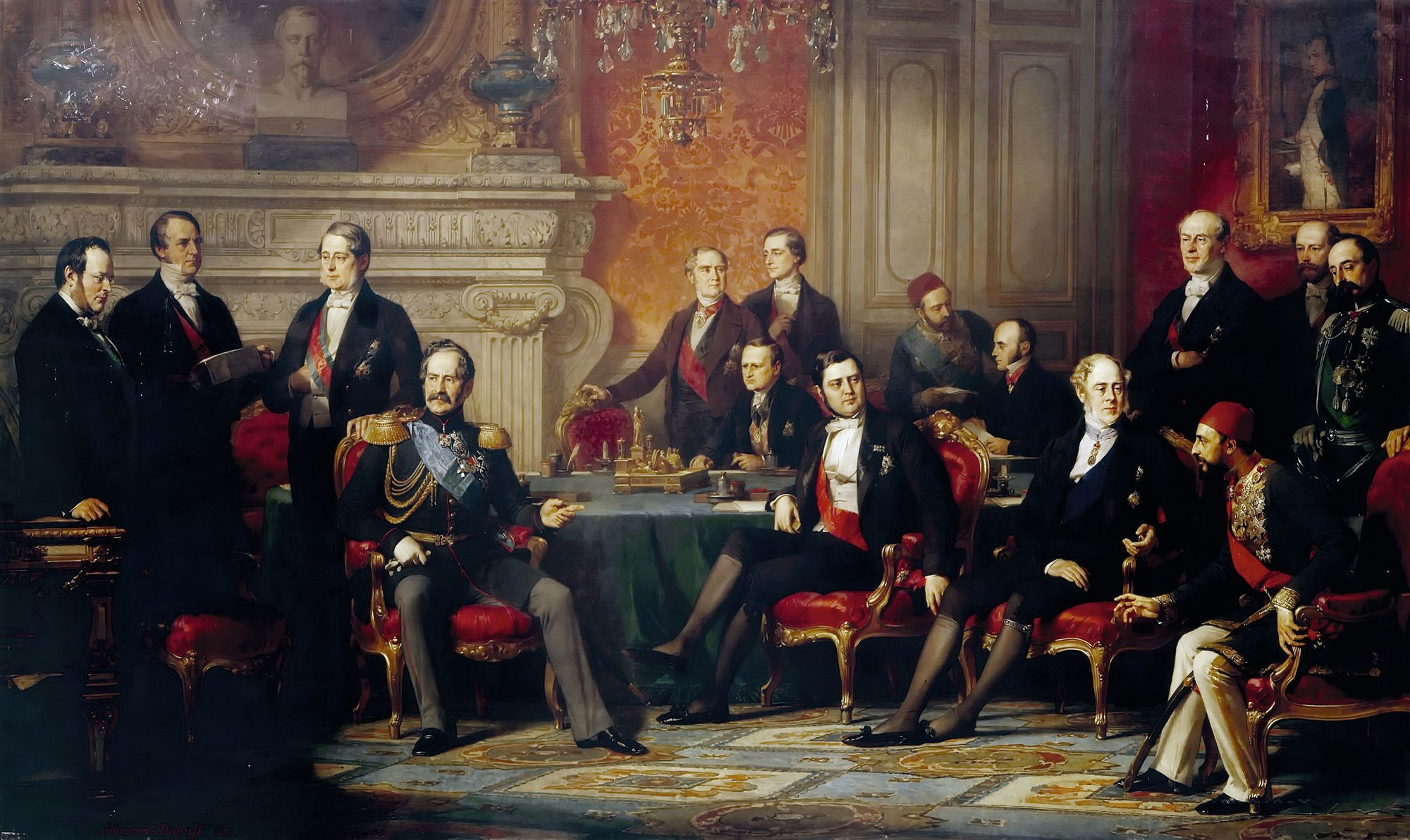
De onderhandelaars van de Vrede van Parijs. François-Adolphe de Bourqueney staat centraal achteraan, met zijn rechterarm leunend op een stoel. Alexandre Colonna-Walewski zit in de tweede zetel vooraan.

Na de Russische capitulatie vonden de vredesbesprekingen plaats in Parijs. De Franse onderhandelaars in deze gesprekken waren de diplomaat en latere senator François-Adolphe de Bourqueney en minister van Buitenlandse Zaken Alexandre Colonna-Walewski.
Het afsluiten van de Vrede van Parijs en de geboorte van zijn zoon en troonopvolger Napoleon Eugène Lodewijk Bonaparte in dezelfde periode waren persoonlijke overwinningen voor keizer Napoleon III, die het aanzien van Frankrijk en het keizerlijk regime konden vergroten. De Fransen en de Britten wisten van de Russen te verkrijgen dat zij de onafhankelijkheid van het Ottomaanse Rijk erkenden. Zij konden bovendien de onafhankelijkheid van de vorstendommen Moldavië en Walachije van het Ottomaanse Rijk en de vrij doorvaart over de Donau en de Zwarte Zee uit de brand slepen.
Moldavië en Walachije zouden zich later verenigen in een personele unie onder het koningschap van Alexander Jan Cuza. In 1881 zou hieruit het Koninkrijk Roemenië ontstaan.

#### Italiëbeleid van Napoleon III

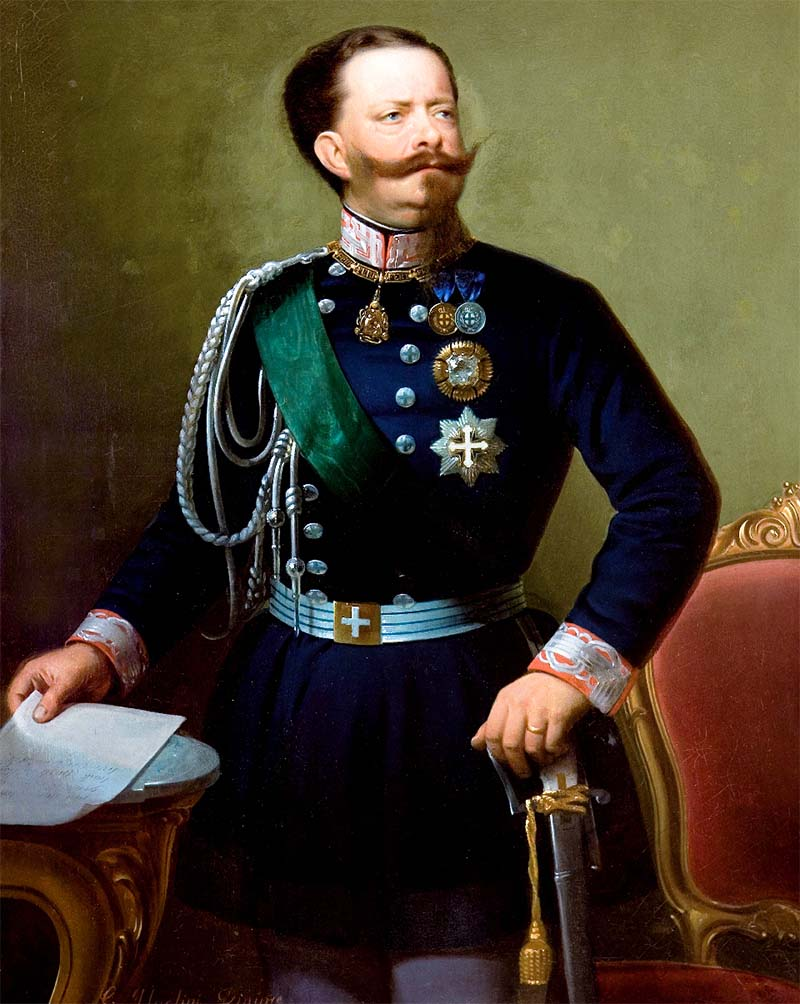
Victor Emmanuel II, koning van Piëmont-Sardinië en later koning van Italië.

Camillo Benso di Cavour, eerste minister van Piëmont-Sardinië.

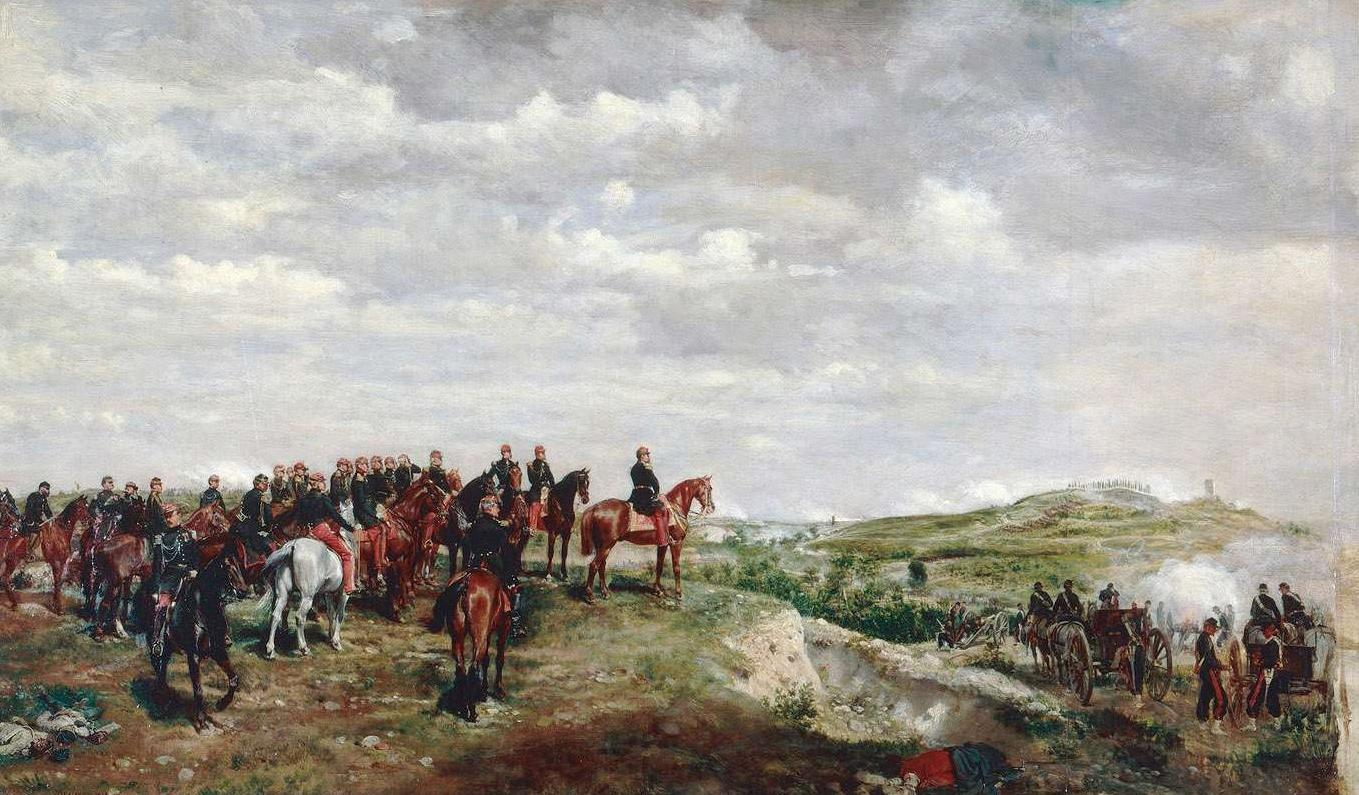
Napoleon III tijdens de Slag bij Solferino (1859) door Jean-Louis-Ernest Meissonier.

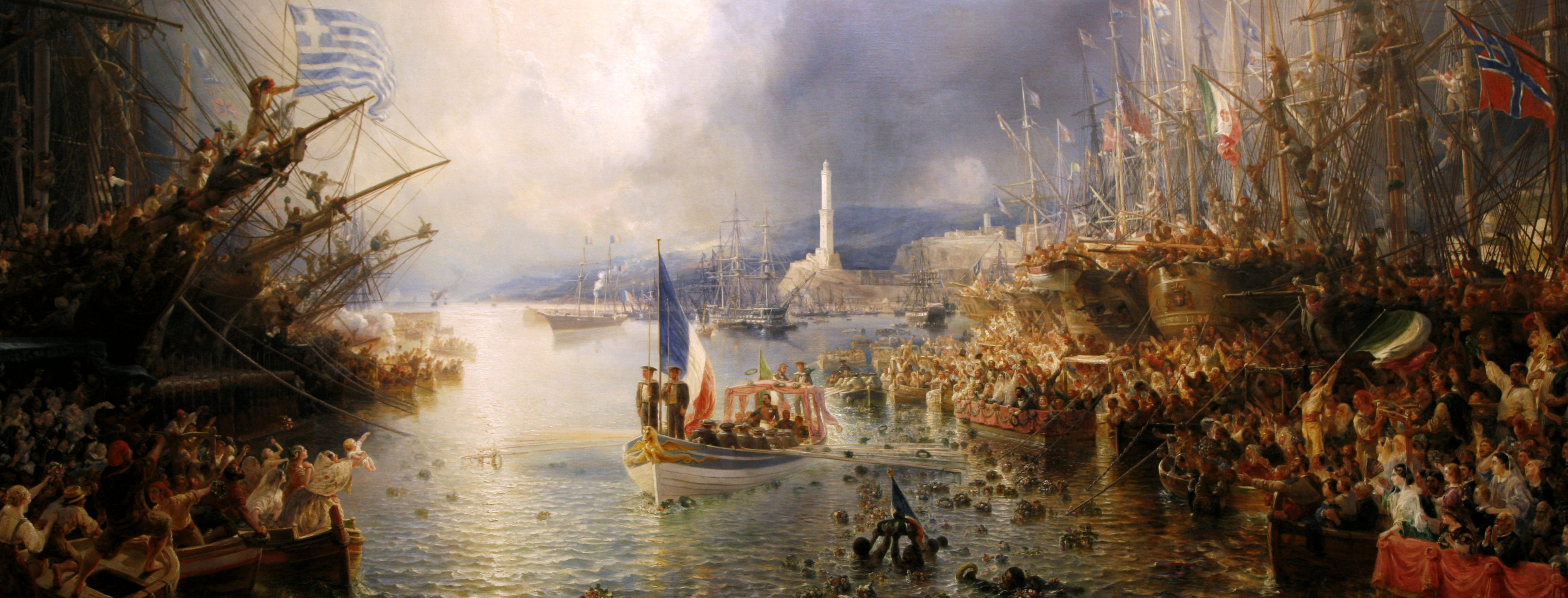
Napoleon III in Genua (1859) door Théodore Gudin.

Het Italiëbeleid van Napoleon III was gericht ten voordele van de Risorgimento (de eenmaking van Italië) en ten nadele van de invloed van het Keizerrijk Oostenrijk en leverde Frankrijk ook territoriale uitbreidingen op, toen in 1860 het graafschap Nice en het hertogdom Savoye werden geannexeerd als gevolg van het Verdrag van Turijn.
Keizer Napoleon III, zelf een voormalige carbonaro en dus voorstander van de Italiaanse eenmaking, zou vanuit het idee van het zelfbeschikkingsrecht voor de volkeren een beleid voeren dat gericht was tegen Oostenrijk en de Oostenrijkse invloed op het Apennijns Schiereiland. Op het grondgebied van het hedendaagse Italië bestond op dat moment immers nog geen Italiaanse eenheidsstaat, maar kende men er verschillende kleinere koninkrijken, hertogdommen enzovoort.
Een Frans militair ingrijpen in de regio bleef aanvankelijk uit, daar dit te riskant werd bevonden: dit zou immers afbreuk doen aan de macht van de paus, die toen niet alleen een religieuze leider was maar ook het staatshoofd van de Kerkelijke Staat. Bovendien werd gevreesd voor de kost en de economische en budgettaire impact van zulk militair ingrijpen.
De mislukte aanslag op Napoleon III door de Italiaanse revolutionair Felice Orsini zou echter een kentering teweegbrengen in het Franse standpunt ten aanzien van de kwestie Italië. Napoleon III zou zich voortaan meer gaan toeleggen op de Risorgimento, de Italiaanse eenmaking, wat al snel leidde tot hechtere banden met het naburige Piëmont-Sardinië. De Franse overwinning in de Krimoorlog en het verhoogde geopolitieke gewicht van Frankrijk maakten een Franse rol in de Risorgimento mede mogelijk.
Op 21 juli 1858 volgde de Ontmoeting van Plombières, een geheime vergadering van keizer Napoleon III met Camillo Benso di Cavour, de eerste minister van Piëmont-Sardinië. De keizer deed hem het voorstel om de oprichting van een nieuw koninkrijk in Noord-Italië te steunen, in ruil voor de Franse annexatie van de gebieden Nice en Savoye en het behoud van de wereldlijke macht van de paus in de Kerkelijke Staat. Dit voorstel is een voorbeeld van de drinkgeldpolitiek van de keizer, waarbij hij voor Frankrijk gebiedsuitbreidingen wenste te verkrijgen in ruil voor militaire steun. Het was daarom niet zo zeer de bedoeling van Napoleon III om één staat op te richten over het volledige Italiaanse schiereiland, maar eerder om de volkeren in Noord-Italië te verenigen en er een einde te maken aan de Oostenrijkse bezetting (met name de volkeren van Piëmont-Sardinië, Lombardije-Venetie, Parma en Modena), alsook om in het zuiden een apart koninkrijk op te richten (Toscane, Marche, Umbrië, Rome en Latium) en dit naast het Koninkrijk Napels. Frankrijk en Piëmont-Sardinië sloten een vriendschapsverdrag op 28 januari 1859 en Napoleon Jozef Karel Paul Bonaparte, een neef van de Franse keizer, huwde op 30 januari 1859 met Clothilde, een dochter van koning Victor Emanuel II.

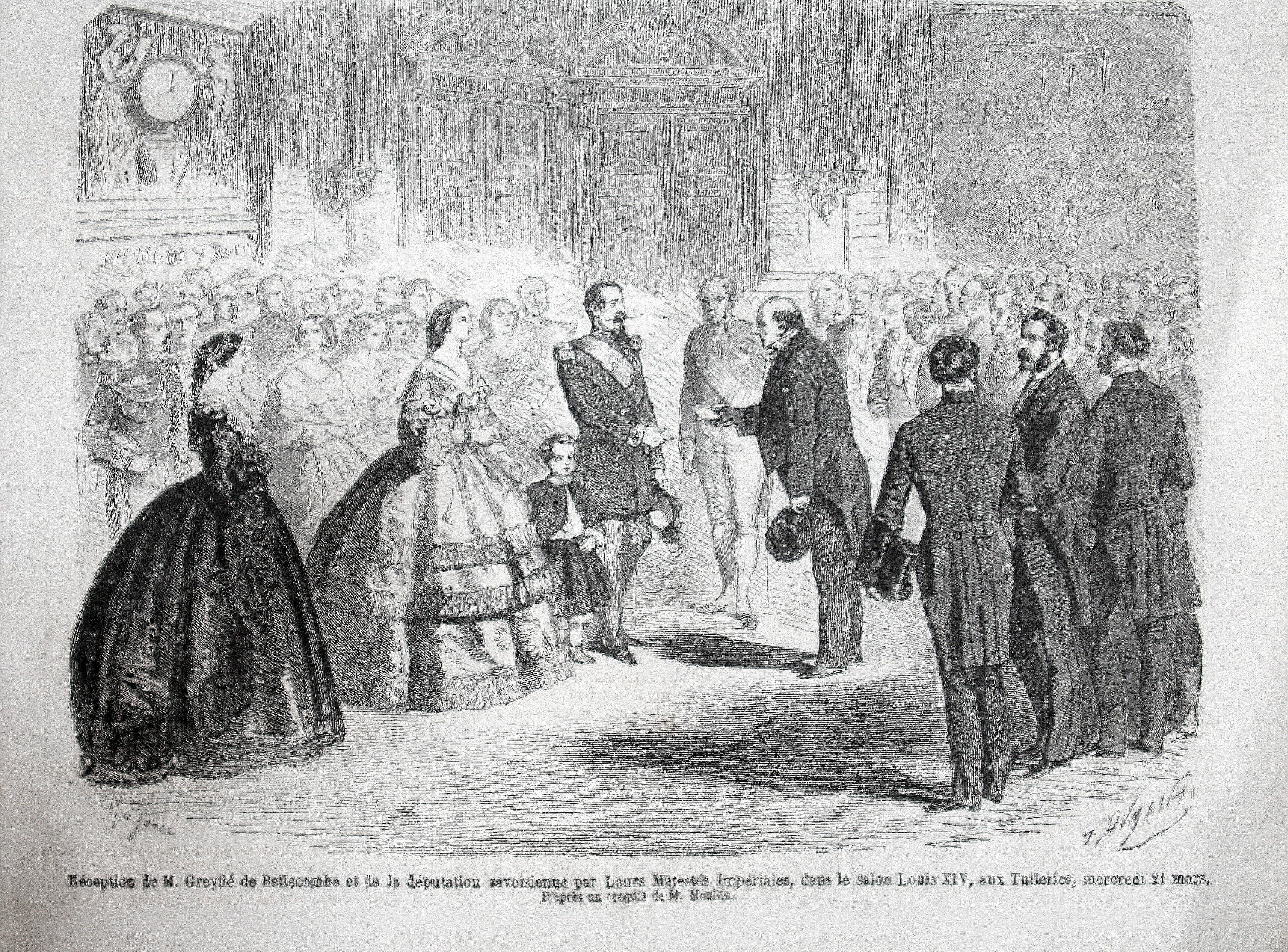
Napoleon III ontving op 21 maart 1860 een Piëmontese delegatie onder leiding van Amédée Greyfié de Bellecombe op het Tuilerieënpaleis.

Met het oog op een eventueel Frans militair optreden verzekerde Napoleon III zich vooraf van de Russische en Britse neutraliteit eens het tot een oorlog zou komen tegen Oostenrijk. Nadat op 26 april 1859 inderdaad oorlog uitbrak, kwam Frankrijk zijn verdragsengagementen ten aanzien van Piëmont-Sardinië ook effectief na, wat betekende dat Frankrijk in deze Tweede Italiaanse Onafhankelijkheidsoorlog stapte. Keizer Napoleon III nam persoonlijk het opperbevel over het Franse leger op zich. Na de Slag bij Montebello (20 mei 1859), de Slag bij Palestro (31 mei 1859), de Slag bij Magenta (4 juni 1859) en de Slag bij Solferino (24 juni 1859) besloot hij evenwel om verdere gevechten op te schorten vanwege de forse Franse verliezen. Bovendien vreesde hij dat de strijd zou vastlopen en mobiliseerde Pruisen zijn troepen op 6 juni 1859. Na topoverleg tussen de Franse keizer Napoleon III en de Oostenrijkse keizer Frans Jozef werd op 12 juli 1859 de Wapenstilstand van Villafranca afgesloten. Later, in november 1859, volgde het Verdrag van Zürich, waarbij Oostenrijk afstand deed van Lombarije, maar Venetië wist te behouden.

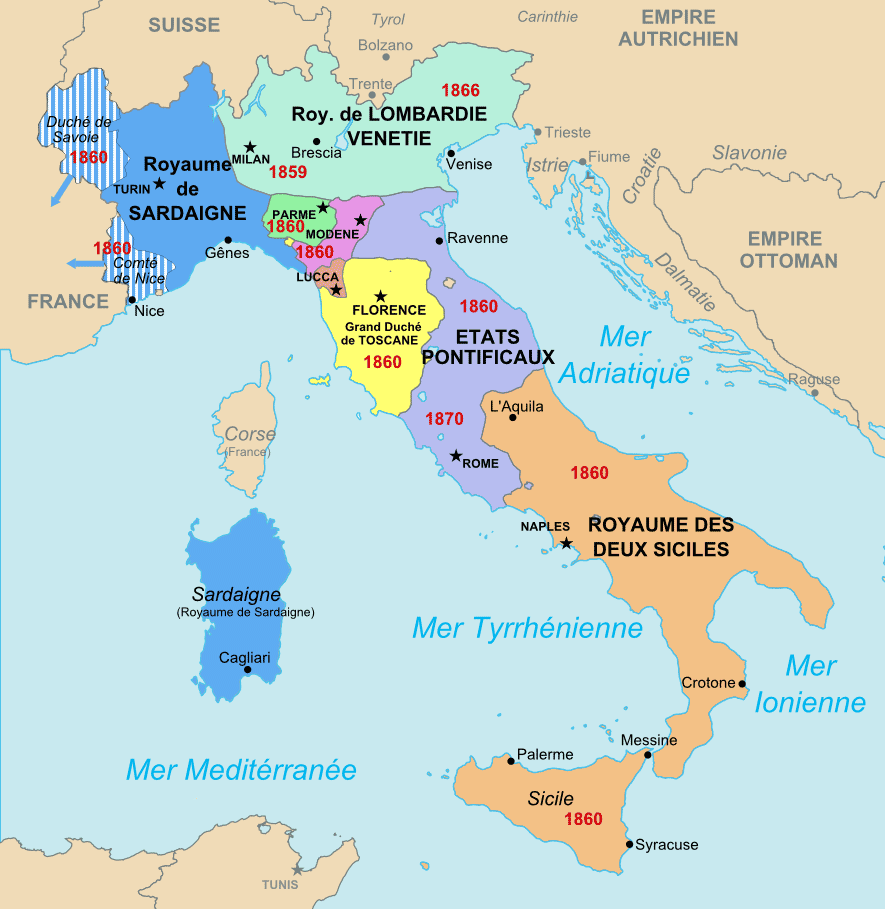
Het Italiaanse schiereiland ten tijde van de Risorgimento. Het graafschap Nice en het hertogdom Savoye, in het noordwesten, werden door Frankrijk geannexeerd na het Verdrag van Turijn.

De oorlog in Italië leverde Frankrijk enkele gebiedsuitbreidingen op. Zoals vooraf was afgesproken verwierf Frankrijk in 1860 het graafschap Nice en het hertogdom Savoye als gevolg van het Verdrag van Turijn. In dit verdrag werd ook de annexatie van Toscane, Parma en Modena door Piëmont-Sardinië geregeld. De exacte nieuwe grenzen werden aanvankelijk nog niet vastgelegd en de uitwerking van dit verdrag werd gekoppeld aan de goedkeuring van de bevolking. Vooral de inwoners van het graafschap Nice stonden eerder terughoudend tegenover de Franse annexatie. De twee volksvertegenwoordigers in het parlement van Piëmont-Sardinië uit deze streek die in maart 1860 werden verkozen, Giuseppe Garibaldi en Carlo Laurenti Robaudi waren bovendien felle tegenstanders van de annexatie. Koning Victor Emanuel II steunde de gebiedsoverdracht wel. In het plebisciet van 15 en 16 april 1860 sprak met 83% uiteindelijk toch een meerderheid van de bevolking van Nice zich uit ten voordele van de annexatie door Frankrijk. Ook in Savoye stemde een meerderheid voor de annexatie, hoewel er ook stemmen opgingen die het idee van een onafhankelijke staat of samenvoeging bij het naburige Zwitserland genegen waren. Op 14 juni 1860 volgde de officiële annexatie, door de oprichting van de departementen Savoie en Haute-Savoie. Een jaar later, in 1861, werden ook de vrije steden Menton en Roquebrune-Cap-Martin Frans in gevolge het Frans-Monegaskisch Verdrag van 1861. De Monegaskische prins Karel III zag hierdoor zijn grondgebied aanzienlijk inkrimpen, maar kreeg in ruil de som van vier miljoen frank.

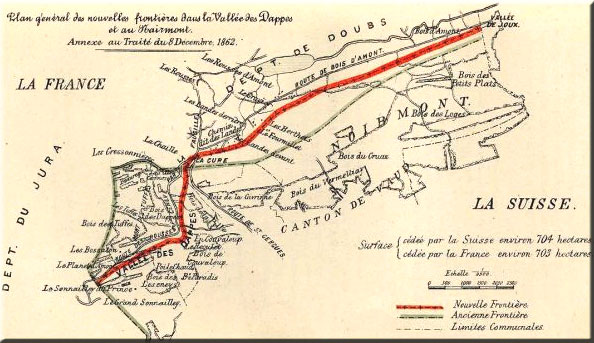
Deze kaart werd als bijlage aan het Verdrag van Dappes gehecht en toont in detail de gebiedsruil tussen Zwitserland en Frankrijk die zich naar aanleiding van dit verdrag voltrok. De rode lijn is de nieuwe grens, de groene lijn de oude.

De annexatie van Savoye rakelde de Franse aanspraken op de Dappesvallei weerom op. Dit gebied in de Frans-Zwitserse grensregio werd door Frankrijk geannexeerd ten tijde van het Eerste Franse Keizerrijk in 1802. Het Congres van Wenen kende het grondgebied in 1815 opnieuw toe aan de Zwitserse Confederatie. Frankrijk bleef evenwel aanspraken op het gebied formuleren. Hoewel het betwiste gebied niet zeer groot was, was het van groot militair en strategisch belang, aangezien het op de route lag tussen Frankrijk en Piëmont-Sardinië. In 1862 formuleerde Frankrijk dan ook een voorstel van grondruil, waarbij zowel Frankrijk als Zwitserland gebieden zouden afstaan en verwerven. De Zwitsers gingen in op dit voorstel, waarna er in Bern werd onderhandeld. Namens Zwitserland was bondspresident Jakob Stämpfli de hoofdonderhandelaar. Namens Frankrijk was dat Louis-Félix-Étienne de Turgot, de Franse ambassadeur in Zwitserland. Op 8 december 1862 werd uiteindelijk het Verdrag van Dappes afgesloten en was de gebiedsruil een feit.
Ondanks de Franse overwinning wist Napoleon III met gemengde gevoelens terug te blikken op zijn Italiëbeleid. De Franse militaire successen en de zwakke positie van de Franse diplomatie aangaande Italië na de oorlog hadden de Oostenrijkse en Pruisische vijandigheid ten aanzien van Frankrijk enkel maar vergroot, terwijl Italië niet onmiddellijk tot een stevige bondgenoot wist uit te groeien. Het staken van de militaire interventie en het Oostenrijkse behoud van Venetië als gevolg daarvan, was dan weer een teleurstelling voor bondgenoot Piëmont-Sardinië.
Op binnenlands vlak leverde het Italiëbeleid Napoleon III tegenkanting op vanwege de ultramontane katholieken. De Italiaanse eenmaking vormde immers een bedreiging voor het voortbestaan van de Kerkelijke Staat onder gezag van de paus. Om hun steun te herwinnen ondernam de keizer tussen augustus 1860 en juni 1861 de Franse interventie in Syrië nadat daar duizenden christenen waren uitgemoord. Tot aan het einde van het Keizerrijk in 1870 zou hij bovendien Franse troepen gekazerneerd houden in Rome, om zo de laatste wereldlijke macht van de paus te beschermen.

### Koloniale expansie en overzeese interventies

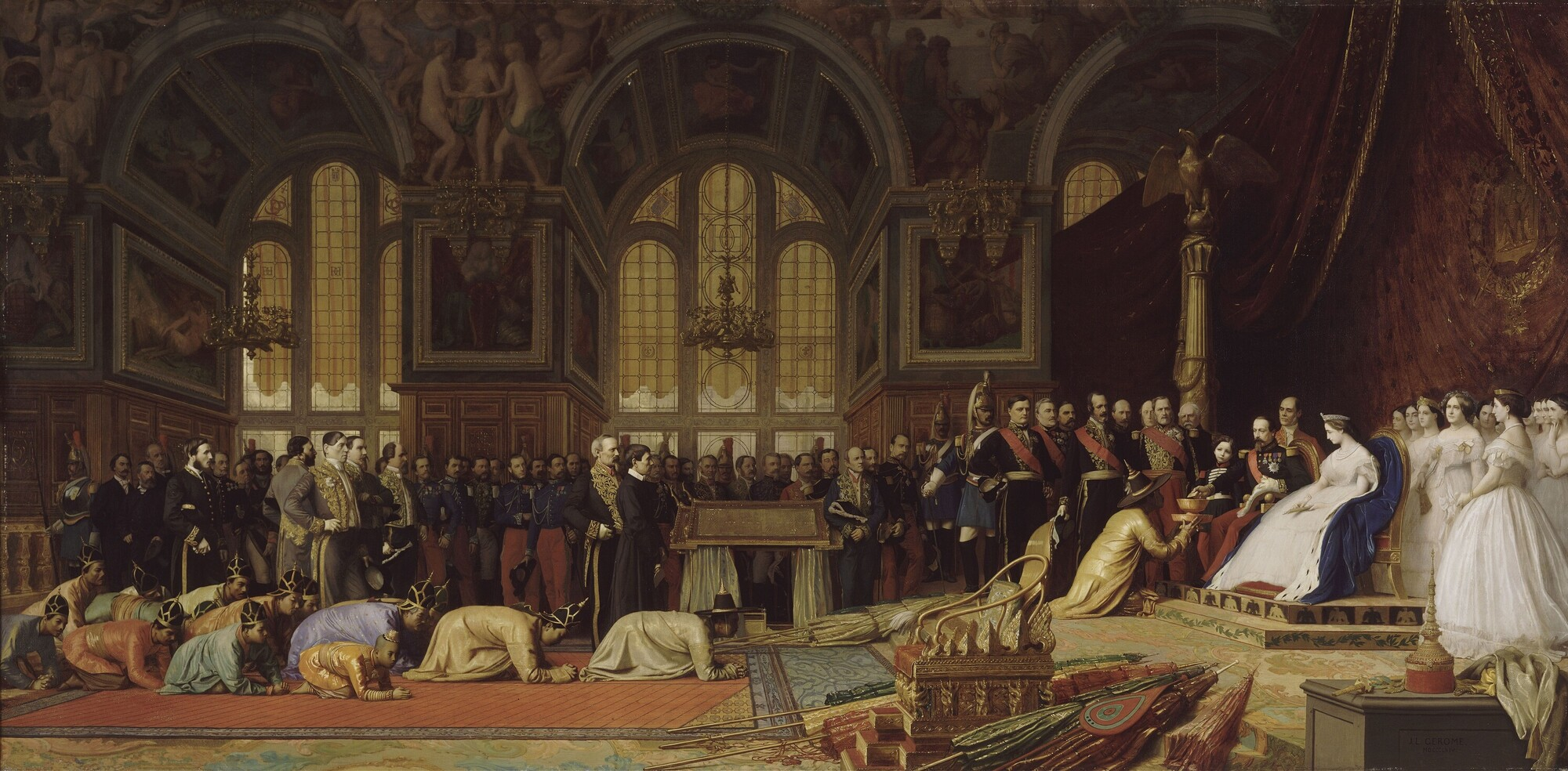
Ontvangst van de Siamese ambassadeur door keizer Napoleon III en keizerin Eugénie in de grote balzaal van het kasteel van Fontainebleau, 27 juni 1861. Schilderij van Jean-Léon Gérôme, 1864.

Bij zijn aantreden als keizer erfde Napoleon III een eerder bescheiden Frans overzees imperium, dat bestond uit Frans-Algerije, Martinique, Guadeloupe, Frans-Guyana, Saint-Pierre en Miquelon, Réunion, Mayotte, de factorijen in Indië en enkele kleinere eilanden, zoals in Frans-Polynesië. Hoewel de keizer de kolonies aanvankelijk zag als een last en er geen specifiek koloniaal beleid op nahield, zou dit tijdens zijn regeerperiode volledig omkeren, onder invloed van het saint-simonisme. Bij de val van het Tweede Franse Keizerrijk in 1870 zou het Franse koloniale imperium uiteindelijk drie keer zo groot zijn dan bij de oprichting van het Tweede Franse Keizerrijk in 1852. Napoleon III zou immers beginnen aansturen op een expansionistisch beleid van overzeese interventies, zowel vanwege het prestige dat dit met zich meebracht als met het doel tegemoet te komen aan de expansionistische opinie bij onder andere het leger en de katholieken. Ook het Franse initiatief tot de bouw van het Suezkanaal in Egypte (1859-1869) onder leiding van Ferdinand de Lesseps en van Prosper Enfantin kaderde binnen de koloniale expansie. In 1854 werd de Franse koloniale administratie volledig hervormd op initiatief van de keizer, wat in 1858 leidde tot de oprichting van het Ministerie van Algerije en Kolonies. In het kader van de koloniale expansie werd de Franse marine bovendien gemoderniseerd, met onder meer de bouw van een vijftigtal nieuwe slagschepen en stoomschepen die instonden voor het troepenvervoer.
Als grote voorstander van vrijhandel en ondanks felle oppositie tegen deze maatregel, voerde Napoleon III de regel in dat de Franse koloniën vrij handel mochten voeren met andere landen onder gelijkaardige douaneregels zoals die golden op het Franse vasteland.

#### Frans-Algerije

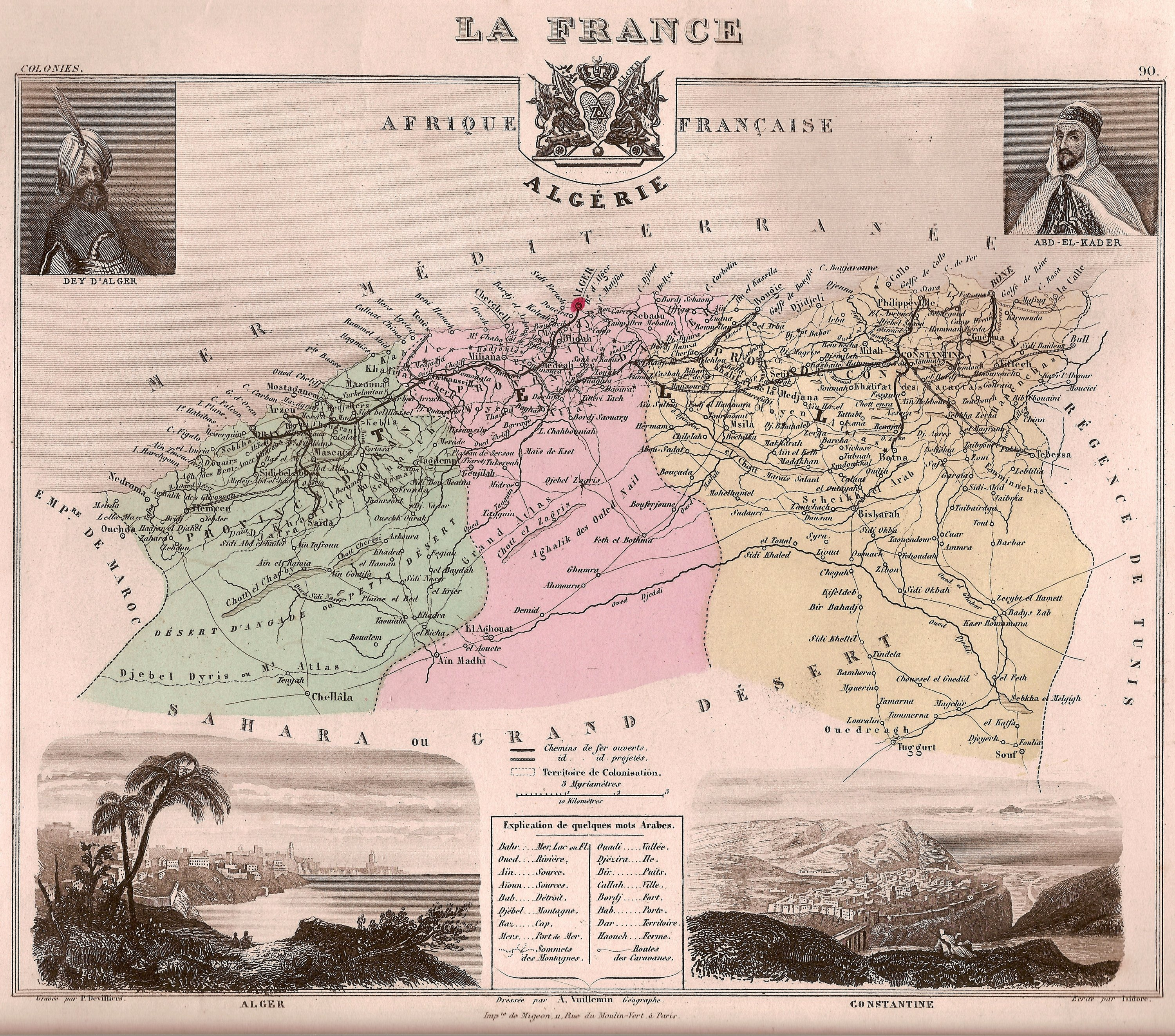
Kaart van Frans-Algerije.

Hoewel hij aanvankelijk niet veel aandacht besteedde aan de Franse overzeese gebieden, zou keizer Napoleon III zich na enige jaren specifiek toeleggen op Frans-Algerije. De Franse dominantie over Algerije was bovendien nog geen verworvenheid. Na de staatsgreep van 2 december 1851 had immers een meerderheid van de kiezers tegen deze bestendiging van de macht door Napoleon III gestemd in het plebisciet van 20 en 21 december 1851.
In september 1860, als hij al acht jaar keizer is, bezocht keizer Napoleon III Frans-Algerije voor het eerst. Door zijn bezoek aan de overzeese kolonie besloot de keizer zich voortaan meer toe te legen op het bestuur van dit gebied. Na zijn terugkeer naar Frankrijk was een van zijn eerste initiatieven het afschaffen van het Ministerie van Algerije en Kolonies, dat pas in 1858 was opgericht. Het beheer van Algerije werd voortaan ondergebracht bij het ministerie van Oorlog, terwijl het beheer van de kolonies voortaan onder het ministerie van Marine viel. De keizer schafte het ministerie af en plaatste Algerije onder militair bestuur omdat hij niet akkoord ging met hoe Algerije door de burgerlijke administratie werd bestuurd en hoe er ten aanzien van de lokale moslimbevolking werd opgetreden.

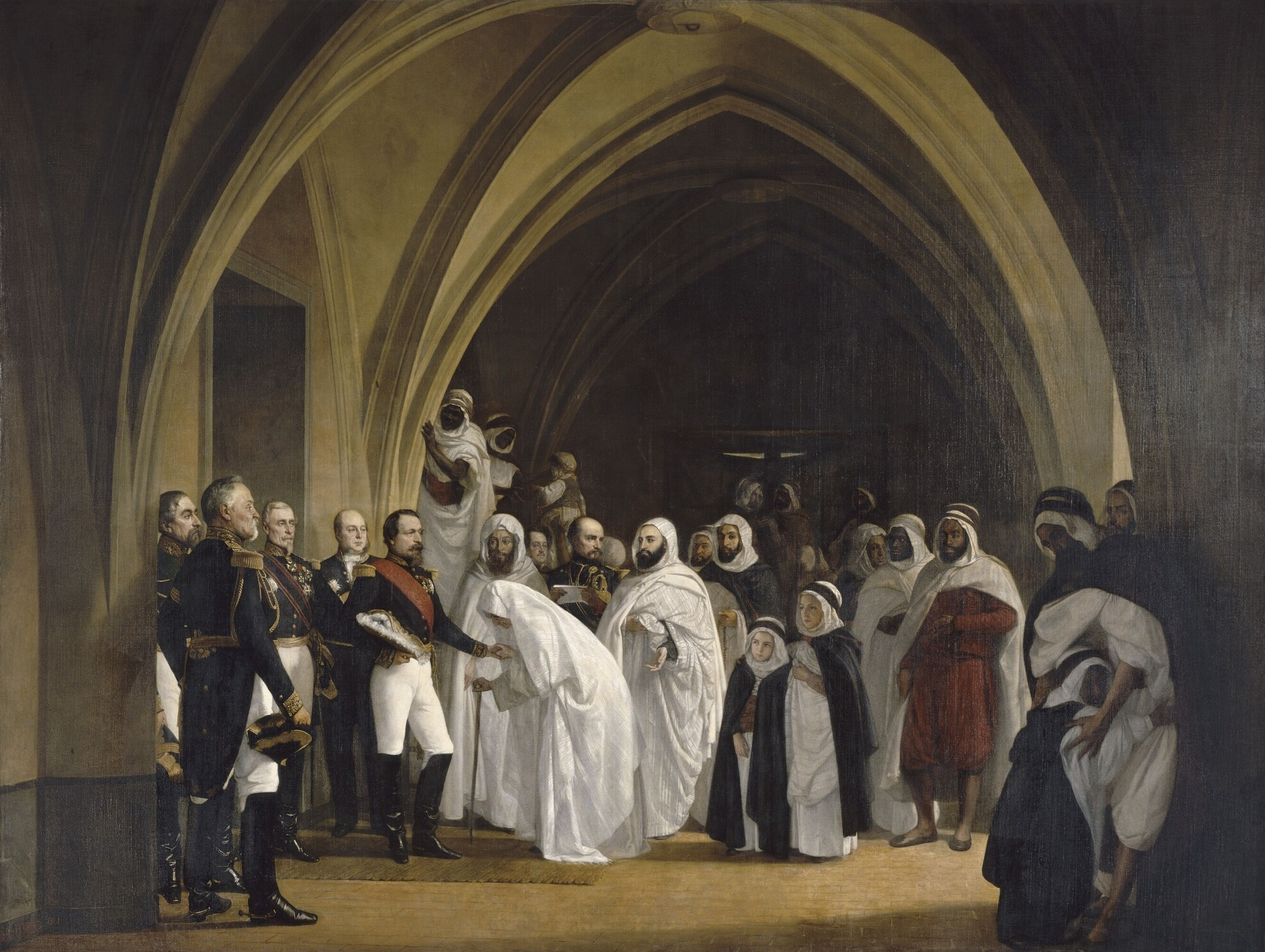
Napoleon III stelt de Algerijnse rebellenleider Abd al-Kader in vrijheid op het Kasteel van Amboise op 16 oktober 1852.

Napoleon III hield in deze periode de oprichting voor ogen van een Arabisch koninkrijk, bestuurd vanuit Damascus door emir Abd al-Kader. Abd al-Kader was een voormalige Algerijnse rebellenleider die in 1852 door de Fransen werd vrijgelaten en sindsdien in Syrië verbleef. Dit Arabisch koninkrijk zou bovendien onder bescherming worden geplaatst door de Keizer der Fransen. In het licht van dit voornemen dat men in 1862 in Frans-Algerije de gelijkheid invoerde tussen de lokale bevolkingen en de Europeanen. Napoleon III aanschouwde Algerije immers niet als een kolonie, maar als een Arabisch koninkrijk. In een brief aan gouverneur-generaal van Frans-Algerije Aimable Pélissier van 7 februari 1863 schreef hij: "Les indigènes ont, comme les colons, un droit égal à ma protection, et je suis aussi bien l'Empereur des Arabes que l'Empereur des Français". Deze visie van de keizer werd niet gedeeld door de Franse legerleiding en de kolonialen in Algerije.
Bij wijze van symbolische daad kende Napoleon III het Legioen van Eer toe aan Abd al-Kader, terwijl Ismaÿl Urbain rond die periode het boek l’Algérie pour les Algériens (Algerije voor de Algerijnen) publiceerde, een boek waarin hij het keizerlijke idee van een Arabisch koninkrijk steunde.
Bij een tweede bezoek van keizer Napoleon III aan Algerije in de lente van 1865 lanceerde hij dan de piste van een personele unie tussen Frankrijk en Algerije, met Oostenrijk-Hongarije en de band tussen het Verenigd Koninkrijk en de Canadese Confederatie als voorbeeld. Bovendien stelde de keizer een deling van Algerije voorop, waarbij de Algerijnse kusten zouden worden toegewezen aan de Franse kolonialen en het zuidelijk gedeelte van Algerije en de Sahara door de Franse bezetter zouden worden verlaten.
In deze periode vaardigde de Senaat enkele senatus consulta uit omtrent Frans-Algerije. Het senatus consultum van 22 april 1863 bevatte een wetgevend kader in verband met het grondbezit, om zo de grondgebieden van de volksstammen beter te beschermen en onwettelijke confiscaties tegen te gaan. Het senatus consultum van 14 juli 1865 kende de Franse nationaliteit alsook burgerlijke en politieke rechten toe aan de lokale bevolking van Algerije, op voorwaarde dat deze afstand zouden doen van hun religieuze wetten. In het bijzonder dienden zij afstand te doen van polygamie, van de echtscheiding (wat toen verboden was in Frankrijk) en van het islamitische erfrechtstelsel. Bovendien wilde Napoleon III een eigen grondwet voor Algerije invoeren.
De meeste van deze keizerlijke voornemens omtrent Algerije werden nooit gerealiseerd vanwege enerzijds de forse tegenstand van de Franse kolonialen, die het Tweede Franse Keizerrijk van Napoleon III meestal niet gunstig gezind waren, en anderzijds vanwege de hongersnood die in Algerije zou heersen op het einde van de jaren 1860. Het idee tot oprichting van een Arabisch koninkrijk werd definitief afgevoerd in 1869.

#### Nieuwe veroveringen

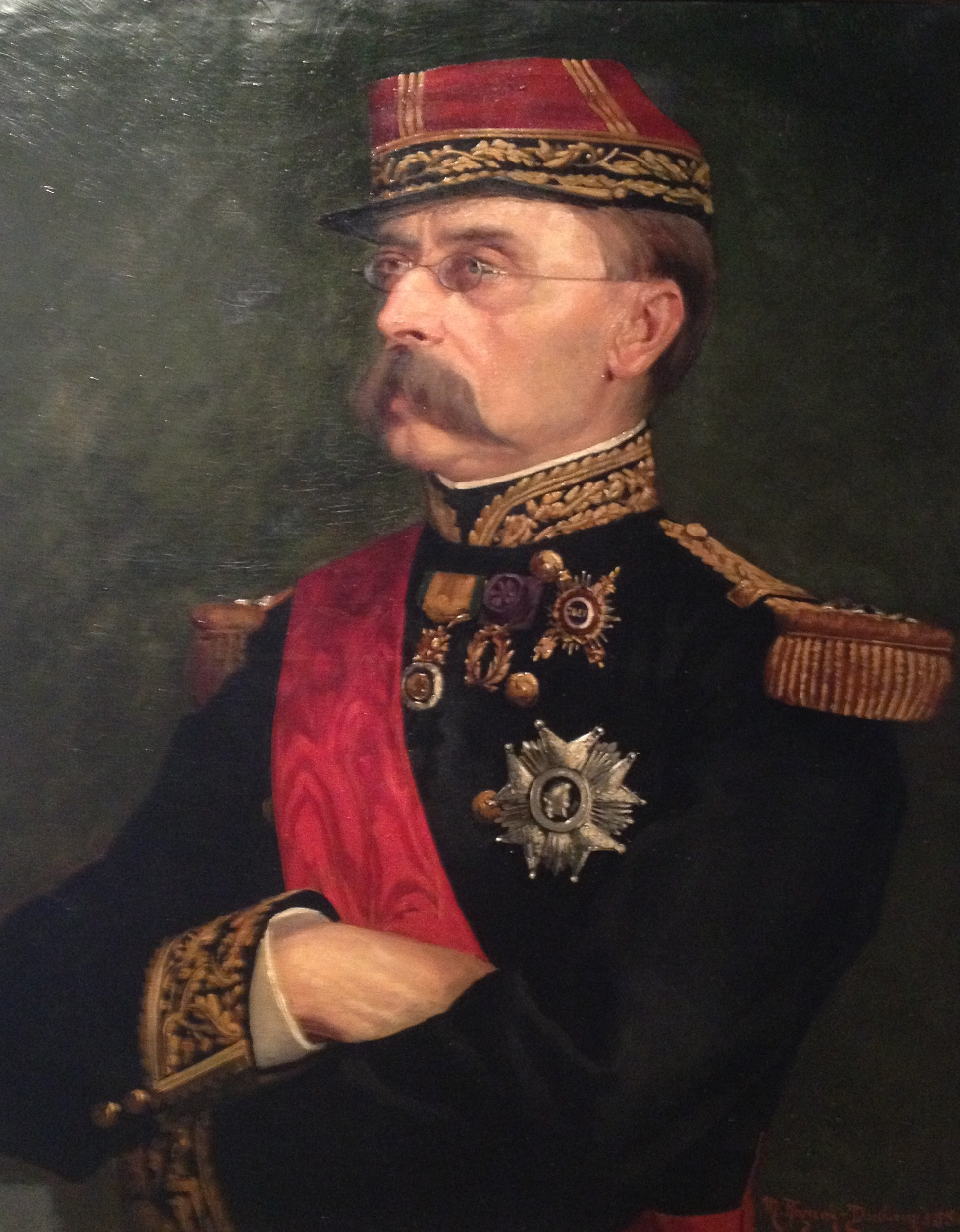
Louis Faidherbe.

Rond de jaren 1850 versterkten de Fransen hun invloed in West-Afrika, en meer bepaald in het huidige Senegal, waar het land al sinds lang handelsnederzettingen had aan de kusten van de Atlantische Oceaan. De Franse kolonel Louis Faidherbe was er gouverneur-generaal tussen 1854 en 1865. Na de oprichting van het fort van Medina door de troepen van Faidherbe in 1857 verwierf Frankrijk de volledige controle over de Sénégalrivier. Door toedoen van de Franse handelaar Joseph Lambert uit Mauritius verwierf Frankrijk in dezelfde periode invloed over het eiland Madagaskar en over de Comoren. In 1862 verwierf Frankrijk bovendien Nieuw-Caledonië. In hetzelfde jaar kocht het in het huidige Djibouti de regio Obock aan, wat een strategische zet was in het kader van de latere bouw van het Suezkanaal.
Na onder andere verscheidene moorden op Europese missionarissen en de inbeslagname van Europese koopvaardijschepen in het Verre Oosten, zetten de Fransen en de Britten een strafexpeditie op, de Tweede Opiumoorlog. Na hun overwinning in de Tweede Slag bij Canton in december 1857 zette de Frans-Britse vloot koers richting Peking, waar ze nochtans zware verliezen leden. Met een versterkte troepenmacht wisten de Fransen en de Britten de Chinezen alsnog te verslaan, wat leidde tot een vernieuwd handelsverdrag, het Verdrag van Tianjin. Tegelijkertijd werd het Zomerpaleis in Peking leeggeroofd en werden vele kunstschatten overgebracht naar het Kasteel van Fontainebleau.

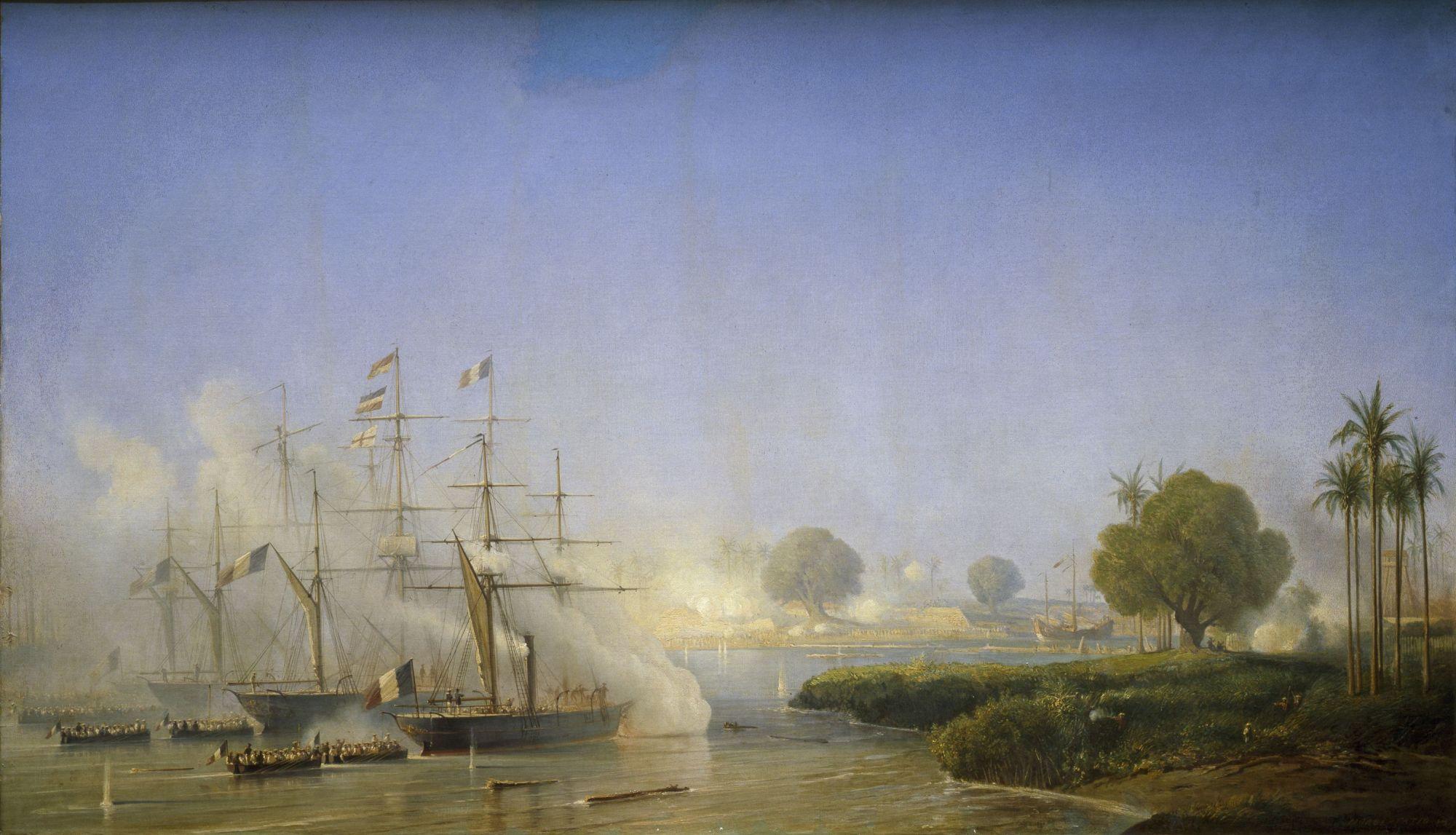
Inname van Saigon door de Frans-Spaanse vloot op 17 februari 1958.

Nadat ook in Vietnam, en in het bijzonder in Cochin-China Franse missionarissen werden vermoord, kwam het er tot een Frans-Spaanse strafexpeditie. De Frans-Spaanse vloot bombardeerde Saigon in februari 1859. Met het Verdrag van Saigon van 5 juni 1862 verwierf Frankrijk vervolgens Frans-Cochin-China. Een jaar later sloot Frankrijk bovendien een akkoord met koning Norodom van Cambodja tot oprichting van het Frans protectoraat in Cambodja, om zo een antwoord te bieden op de territoriale uitbreidingsambities van de Vietnamese Nguyen-dynastie of vanuit Siam. In 1866 was een strafexpeditie naar Korea na de moord van een aantal Franse missionarissen, maar deze expeditie leverde niets op. In ruil voor de Siamese erkenning van het Frans protectoraat stemde Frankrijk er vervolgens in 1867 mee in om Cambodja niet te annexeren en de aanspraken op de Siamese provincies Battambang en Angkor in te trekken.
Ten tijde van het Tweede Franse Keizerrijk groeide het Franse koloniale imperium aanzienlijk in omvang. Waar de Fransen in 1851 beschikten over een overzees rijk van minder dan 300.000 km², wisten zij dit tegen 1870 meer dan te verdrievoudigen tot meer dan 1.000.000 km² in 1870.

#### Franse interventie in Mexico
Aan het begin van de jaren 1860 was Mexico een verdeeld en instabiel land dat op de rand stond van een burgeroorlog. De Mexicaanse Staat, die sterk was verarmd, besloot op 17 juli 1861 om de afbetalingen aan zijn internationale schuldeisers Frankrijk, Spanje en het Verenigd Koninkrijk op te schorten.

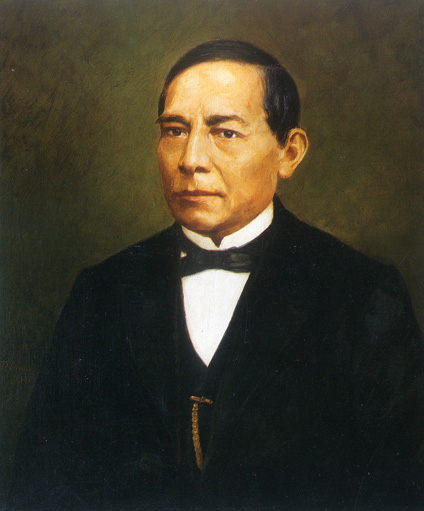
Benito Juarez, de liberale president van Mexico en fel tegenstander van de Franse interventie en keizer Maximiliaan van Mexico.

Na het Franse succes in de Tweede Italiaanse Onafhankelijkheidsoorlog zag keizer Napoleon III in Mexico een nieuwe militaire opportuniteit. Hij wilde er een regime vestigen dat op politiek en op economisch vlak nauw bij Frankrijk aan zou leunen. Een solide staat in Centraal-Amerika zou bovendien de uitbreiding van de Verenigde Staten kunnen stuiten. Ook zou een verhoogde Franse invloed in deze regio de Franse industrie ten goede komen vanwege de vele grondstoffen die deze regio rijk was. De keizer was zich daarenboven bewust van het geostrategische belang van de Landengte van Panama.
Michel Chevalier, de economische raadgever van de keizer, beschouwde diens Mexicaanse plannen als "visionair en modern". Keizerin Eugènie was het project dan weer genegen omdat het een grote katholieke monarchie zou doen ontstaan die zich zou kunnen afzetten tegen de protestantse republiek die de Verenigde Staten was en die als een domino-effect zou kunnen leiden tot de oprichting van nieuwe koninkrijken in Zuid-Amerika met Europese koningen op de troon.

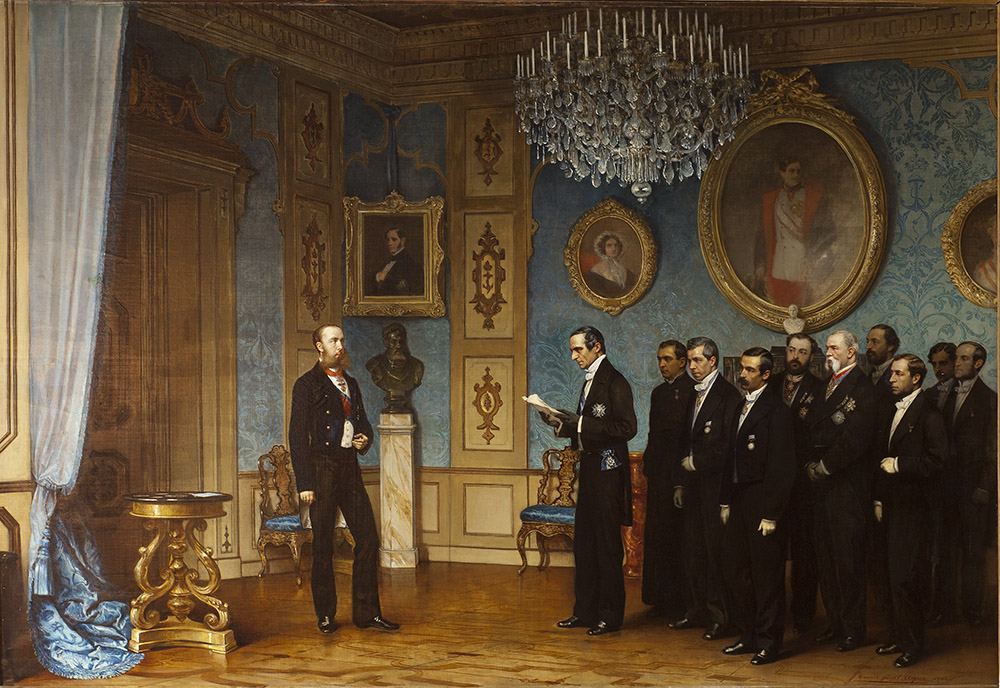
Aartshertog Maximiliaan van Oostenrijk krijgt de Mexicaanse keizerskroon aangeboden. Schilderij van Cesare Dell'Acqua uit 1867.

Onder het officiële mom de Franse economische belangen in Mexico te waarborgen, sloten Frankrijk, het Verenigd Koninkrijk en Spanje een militaire alliantie. De eerste troepen van de alliantie landden in Mexico op 8 december 1861. De wanorde die de Amerikaanse Burgeroorlog met zich meebracht in de Verenigde Staten deed immers een uitgelezen kans ontstaan om een Franse voet aan de grond te krijgen in Mexico. Aanvankelijke onderhandelingen tussen de Europeanen en de Mexicaanse regering, die nochtans hadden geleid tot de Conventie van Soledad, leidden uiteindelijk tot niets. Tegen april 1862 hadden de Britten en de Spanjaarden zich uit Mexico teruggetrokken, waarna enkel de Fransen overbleven.
Na de belangrijke Slag bij Las Cumbres op 28 april 1862 en de Slag bij Puebla op 5 mei 1862 werd de hoofdstad Mexico-Stad op 7 juni 1863 door de Fransen ingenomen. Benito Juárez, de president van de Mexicaanse Republiek, vluchtte naar San Luis Potosí, waar hij zijn regering en zijn militair hoofdkwartier hervestigde, en riep de bevolking op tot verzet tegen de Fransen.

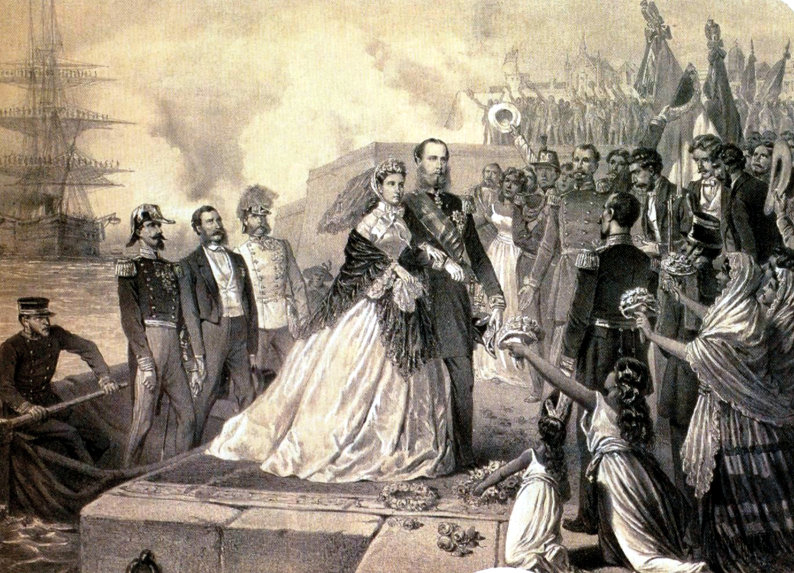
Aankomst van keizer Maximiliaan van Mexico en keizerin Charlotte van België in Veracruz op 28 mei 1864.

In juli 1863 besloot een groep notabelen binnen de conservatieve partij van Mexico een monarchistische regering te vormen, onder leiding van een katholieke vorst uit Europa. De keizerskroon van Mexico boden ze aan aan aartshertog Maximiliaan van Oostenrijk, een broer van keizer Frans Jozef I van Oostenrijk. De keizerskroon werd aan een Oostenrijker aangeboden om de banden tussen Frankrijk en Oostenrijk weer aan te halen, nadat beide landen enkele jaren eerder nog vijanden waren in de Tweede Italiaanse Onafhankelijkheidsoorlog. Na een jaar lang aarzelen aanvaardde Maximiliaan het voorstel. Het Tweede Mexicaanse Keizerrijk werd uitgeroepen op 10 april 1864, zij het dat dit keizerrijk in de feiten een vazalstaat werd van Frankrijk en Maximiliaan slechts een marionettenkeizer was van de Fransen. Op 28 mei 1864 zou keizer Maximiliaan in Veracruz voor het eerst voet aan wal zetten in zijn nieuwe keizerrijk. Maximiliaans echtgenote, prinses Charlotte van België (de dochter van koning Leopold I van België en zus van koning Leopold II van België), werd keizerin van Mexico.
Keizer Maximiliaan regeerde in de praktijk slechts over een deel van het Mexicaanse grondgebied. Streken zoals Oaxaca of de haven van Matamoros stonden niet onder controle van het keizerlijk regime. Verscheidene gouverneurs bleven president Benito Juárez trouw. Juárez zelf zag zich een tweede maal genoodzaakt te vluchten voor het keizerlijke regime. Hij verliet San Luis Potosí en vestigde zich in Monterrey, in het noordoosten van Mexico.

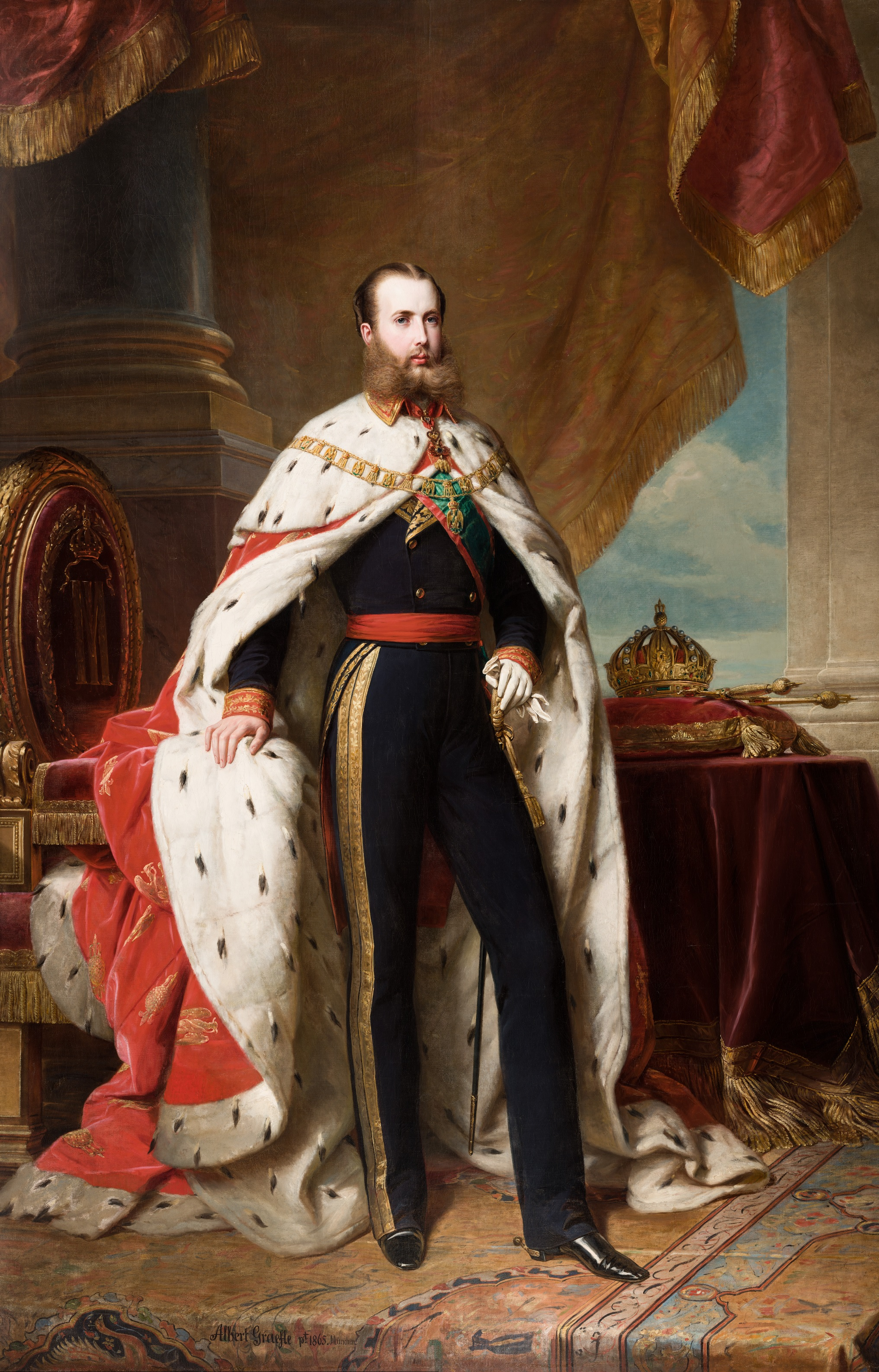
Maximiliaan van Oostenrijk, keizer van Mexico.

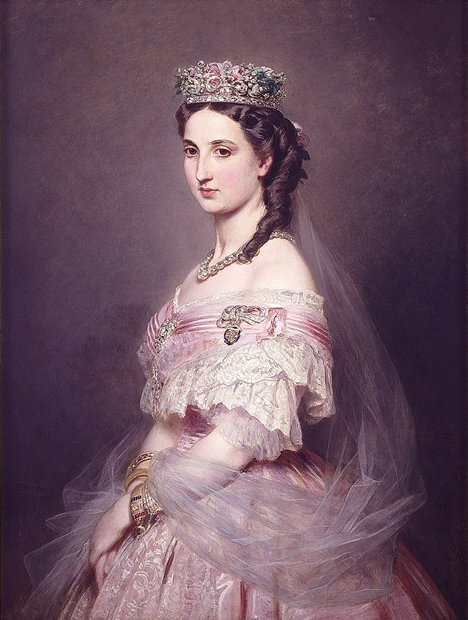
Charlotte van België, keizerin van Mexico.

Keizer Napoleon III werd er zich intussen van bewust dat er geen verder potentieel lag in de verdere Franse militaire aanwezigheid in Mexico. Hij besloot hierop zijn troepen definitief terug te trekken. Aan generaal François Achille Bazaine gaf de keizer daarom de opdracht aan te sturen op een vredesakkoord met de liberale republikeinen van Juárez. De Franse pogingen om vredesgesprekken op te zetten zouden echter tot niets leiden, onder andere door de guerilliatactiek die de republikeinen erop nahielden, alsook door het gegeven dat keizer Maximiliaan het vertrouwen van de Mexicaanse bevolking niet wist te winnen en al gauw een onpopulair imago kreeg. Juárez daarentegen werd beschouwd als een nieuwe Simón Bolívar en groeide uit tot een symbool van het verzet tegen de Fransen en hun marionettenkeizerrijk. Hij verwierf een heldenstatus als verdediger van de onafhankelijkheid en werd bovendien gesteund door de naburige Verenigde Staten.
Toen de Fransen in februari 1865 het republikeinse bolwerk Oaxaca alsnog wisten te veroveren, werden duizenden Mexicanen die men krijgsgevangen had gemaakt al snel weer vrijgelaten vanwege een gebrek aan mogelijkheden om hen vast te houden. Een meerderheid onder hen zou zich nadien aansluiten bij de republikeinse troepen van Juárez.
In april 1865 kwam er na vier jaar een einde aan de Amerikaanse Burgeroorlog. Frankrijk had zich in deze oorlog steeds een neutrale houding aangenomen, zij het dat een meerderheid aan het keizerlijke hof de Zuiderlingen en dus de deling van de Verenigde Staten genegen waren. Frankrijk erkende de Zuiderlijke Geconfedereerde Staten van Amerika als oorlogsvoerende natie, wat hen net zoals de Noorderlijke Verenigde Staten in de mogelijkheid stelde om wapens te kopen, leningen af te sluiten en een erkende marine te hebben. Vertegenwoordigers van de Confederatie, zoals Alexander en John Slidell, werden hartelijk ontvangen aan het hof. Keizer Napoleon III erkende bovendien het zelfbeschikkingsrecht van de Zuiderlingen.

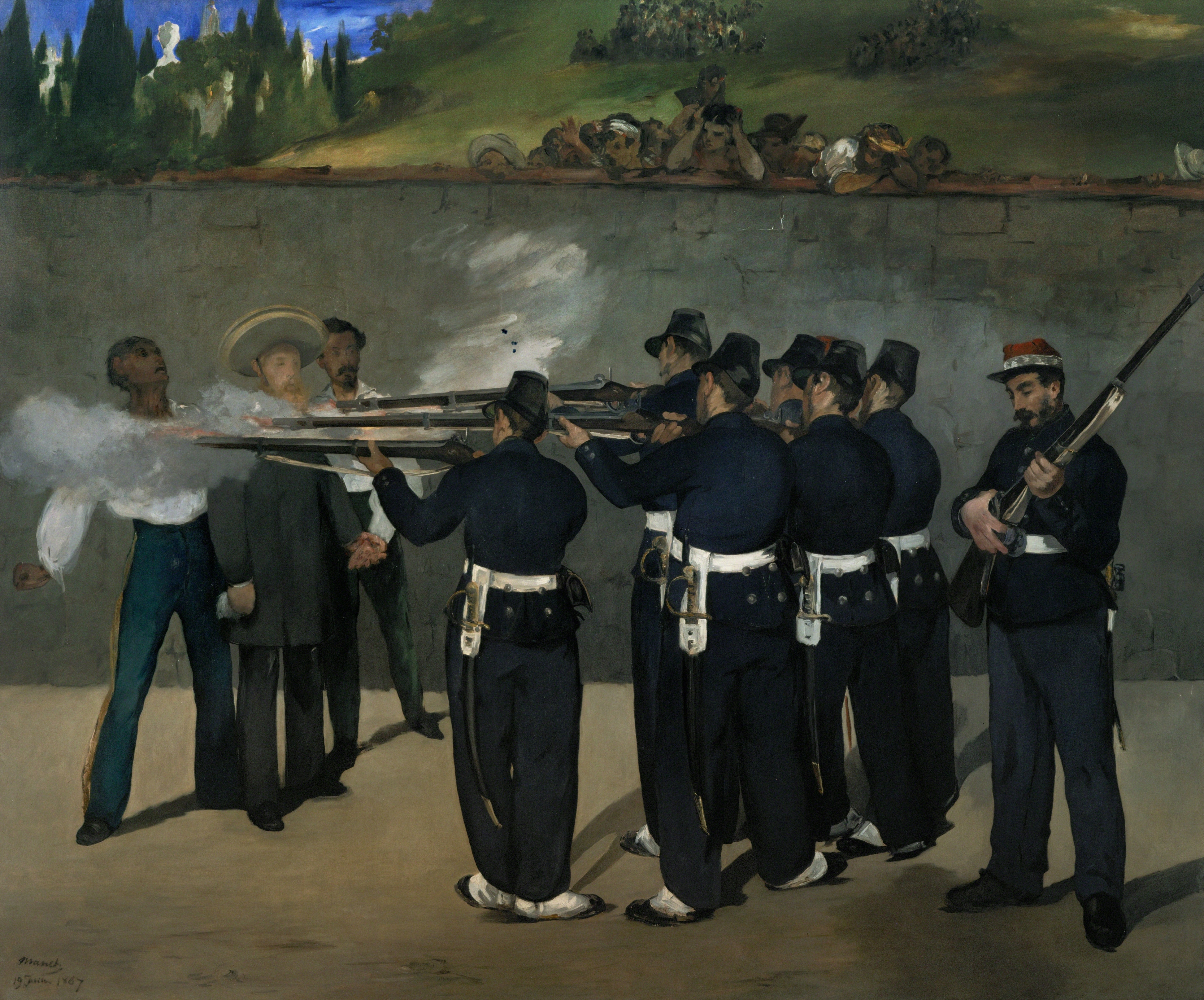
De Executie van Maximiliaan. Schilderij van Édouard Manet uit 1868. Let op de gelijkenis tussen de meest rechtse schutter en keizer Napoleon III, waarmee Manet hem verweet keizer Maximiliaan in de steek te hebben gelaten.

Na de Burgeroorlog voerde de Verenigde Staten de zogenaamde Monroedoctrine uit, waarmee het land zich keerde tegen elke vorm van Europese bemoeienis op het westelijk halfrond en die aanleiding gaf tot een meer directe steun van de troepen en het regime van Juárez. Een en ander speelde daardoor niet in het voordeel van de Fransen en het Mexicaanse keizerlijke regime van Maximiliaan. Door de nieuwe Amerikaanse houding in de Mexicaanse kwestie keerden voor het eerst de oorlogskansen voor de Fransen, die tot dan toe militair de overhand wisten te behouden. De Amerikaanse minister van Buitenlandse Zaken William Seward maakte Napoleon III formeel duidelijk dat zijn land de Franse interventie tegen de republikeinse Mexicaanse regering van Juárez niet steunde en eiste de terugtrekking van de Franse troepen. Deze uitdrukkelijke steun van de Amerikanen voor het republikeinse regime van Juárez (dat overigens nooit van het Mexicaanse grondgebied kon worden verdreven) alsook de oplopende kosten van de militaire interventie en de opeenvolgende overwinningen van de republikeinse troepen zetten de Franse keizer Napoleon III er op 15 januari 1866 toe aan de Franse troepen binnen de 18 maanden uit Mexico terug te trekken, met uitzondering van het Vreemdelingenlegioen. In februari 1867 vertrok het laatste Franse oorlogsschip vanuit Mexico. De Franse terugtrekking betekende de doodsteek voor het keizerrijk van Maximiliaan, die overigens weigerde af te treden. Keizerin Charlotte verliet keizer Maximiliaan en het tanende keizerrijk in Mexico om bij Europese koningshuizen en bij de paus steun te zoeken voor haar zaak. Ze zou haar echtgenoot nooit meer terugzien. De marionettenkeizer werd immers na de Beleg van Querétaro gevangengenomen door republikeinen en op 19 juni 1867 door een vuurpeloton geëxecuteerd.
Door deze executie van de broer van de Oostenrijkse keizer mislukten overigens ook de pogingen van Napoleon III tot toenadering met het Keizerrijk Oostenrijk. Van de 38.493 manschappen die Frankrijk had ingezet in Mexico overleden er 6.654 aan hun oorlogsverwondingen of aan ziekte. Naast de Franse troepen waren overigens ook 450 manschappen ter beschikking gesteld door de Egyptische khedive. Daarenboven dienden 7.000 manschappen uit Oostenrijk aan Franse zijde, alsook een Belgisch vrijwilligerskorps van 2.000 manschappen, dat de veiligheid van keizerin Charlotte diende te waarborgen.

## Val van het Keizerrijk

### Zwanenzang

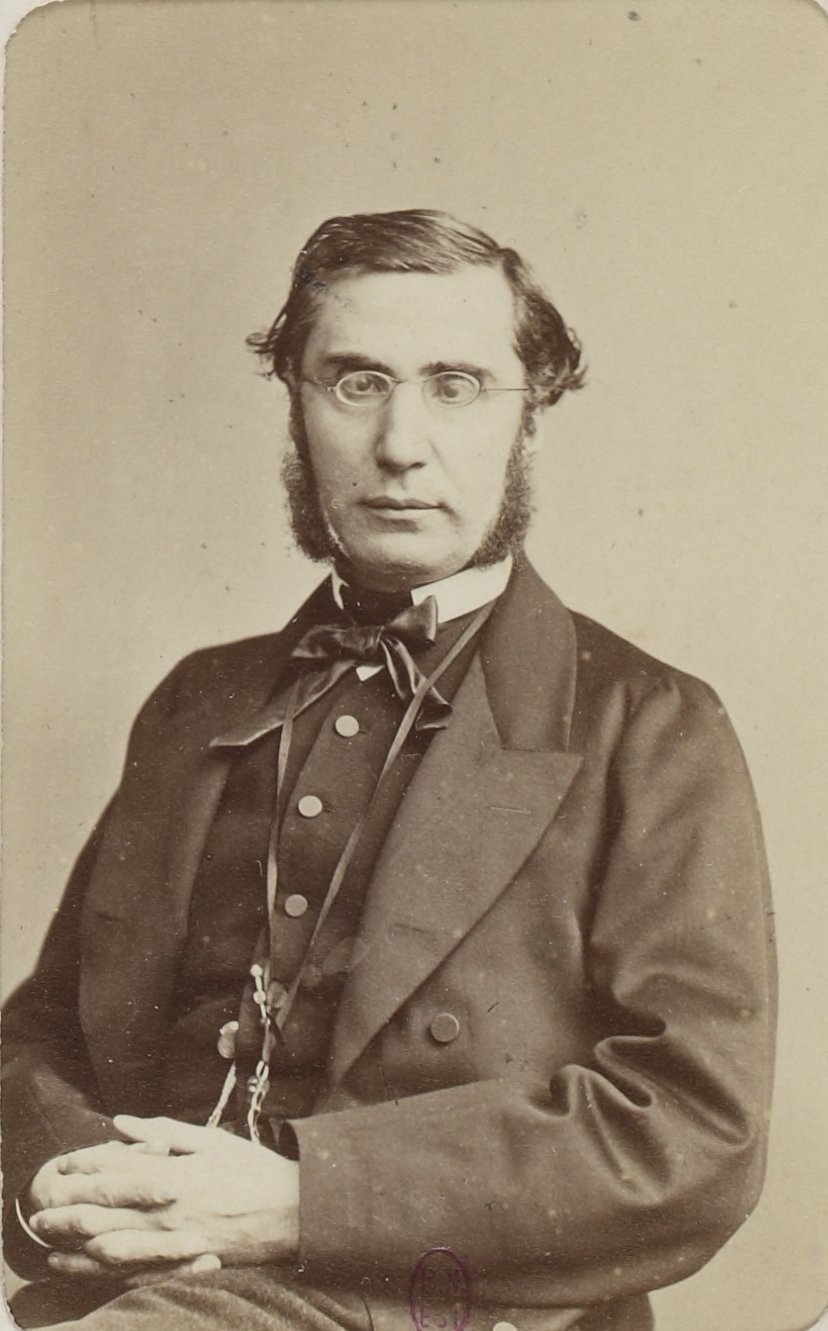
Émile Ollivier.

Op 2 januari 1870 benoemde keizer Napoleon III Émile Ollivier tot eerste minister van de nieuwe regering-Ollivier. Voor het eerst sinds de oprichting van het keizerrijk in 1852 kende Frankrijk opnieuw een eerste minister: voordien bestond deze functie niet en werd de regering rechtstreeks geleid door de keizer. Ollivier behoorde tot de republikeinse oppositie, was een van Les Cinq en behoorde tot de Derde Partij (Tiers Parti). Hij vormde een regering met centrumrechtse liberale bonapartisten en de centrumlinkse royalisten. In zijn regering zetelden geen (rechtse) autoritaire bonapartisten noch (linkse) republikeinen. Ollivier werd naast regeringsleider ook minister van Justitie en Kerkelijke Zaken.
Dat een gematigde republikein de regering ging leiden, maakte evenwel geen einde aan de republikeinse oppositie tegen het keizerlijke regime. Men weigerde compromissen en streefde resoluut naar het omverwerpen van het keizerrijk. De moord op journalist Victor Noir door Pierre Napoleon Bonaparte, een neef van keizer Napoleon III, leidde tot rellen, die echter uitdraaiden op een mislukking.
Émile Ollivier overtuigde keizer Napoleon III ervan door te gaan op het elan van democratische hervormingen binnen het Liberale Keizerrijk, om alzo een semi-parlementair systeem uit te bouwen. Het systeem van officiële kandidaten bij de verkiezingen voor het Wetgevend Lichaam werd afgeschaft. Prefect Georges-Eugène Haussmann, die te autoritair werd geacht, werd op 5 januari 1870 de laan uitgestuurd.
Op 20 april nam de Senaat een senatus consultum waarbij de ministeriële verantwoordelijkheid ten aanzien van het parlement werd ingevoerd. Ministers waren voortaan verantwoording verschuldigd aan het parlement en niet langer aan de keizer. Deze grondwetswijziging werd bekrachtigd door het plebisciet van 8 mei 1870.
Deze nieuwe democratische hervormingen wisten het voortbestaan van het keizerrijk echter niet te consolideren en bleken de zwanenzang van het Tweede Franse Keizerrijk.

### Frans-Duitse Oorlog
Aanvankelijk werd in de Lage Landen gevreesd voor een monsterverbond tussen het op eenwording afkoersende Duitsland onder Otto von Bismarck en Frankrijk, waarbij Europese invloedssferen bepaald zouden worden. In 1870 brak echter de Frans-Pruisische Oorlog uit: Napoleon had zich zeer onverstandig laten provoceren door Bismarck, die wist dat hij wel een oorlog kon riskeren. De nieuwe machtsverhoudingen in Europa werden snel duidelijk. Frankrijk werd in enkele maanden verslagen.
Na de Franse nederlaag riep de Pruisische overwinnaar op 18 januari 1871 het Duitse Keizerrijk uit in de Spiegelzaal van het Paleis van Versailles, wat voor de Fransen een bijkomende vernedering was. In dezelfde zaal zou na de nederlaag van het Duitse Keizerrijk in de Eerste Wereldoorlog het voor Duitsland nadelige Verdrag van Versailles worden afgesloten in 1919.

### Afkondiging van de Derde Franse Republiek

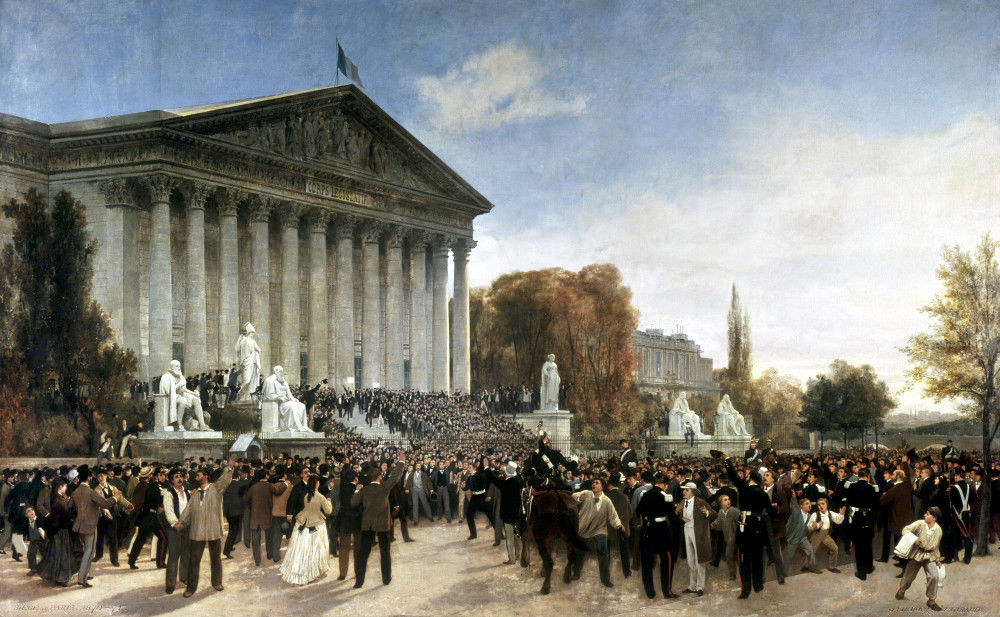
L'annonce de l'abolition du régime impérial devant le palais du corps législatif à Paris, le 4 septembre 1870. Schilderij van Jacques Guiaud en Jules Didier, Parijs, Musée Carnavalet. De menigte voor het parlementsgebouw in Parijs, waar het Wetgevend Lichaam aanvankelijk vergaderde over de afzetting van de keizer en de afkondiging van de republiek.

Na de Franse nederlaag in de Slag bij Sedan en de overgave van keizer Napoleon III aan Pruisen ontstond er een machtsvacuüm. De laatste entiteit die het Keizerrijk in stand hield, het leger, was immers verslagen, waardoor ook deze laatste steunpilaar wegviel. Terwijl keizerin Eugénie zich in het Tuilerieënpaleis bevond, de volksvertegenwoordigers een afwachtende houding aannamen en de regering-Cousin-Montauban van Charles Cousin-Montauban iedere autoriteit had verloren, werd de kans op een revolte steeds groter.

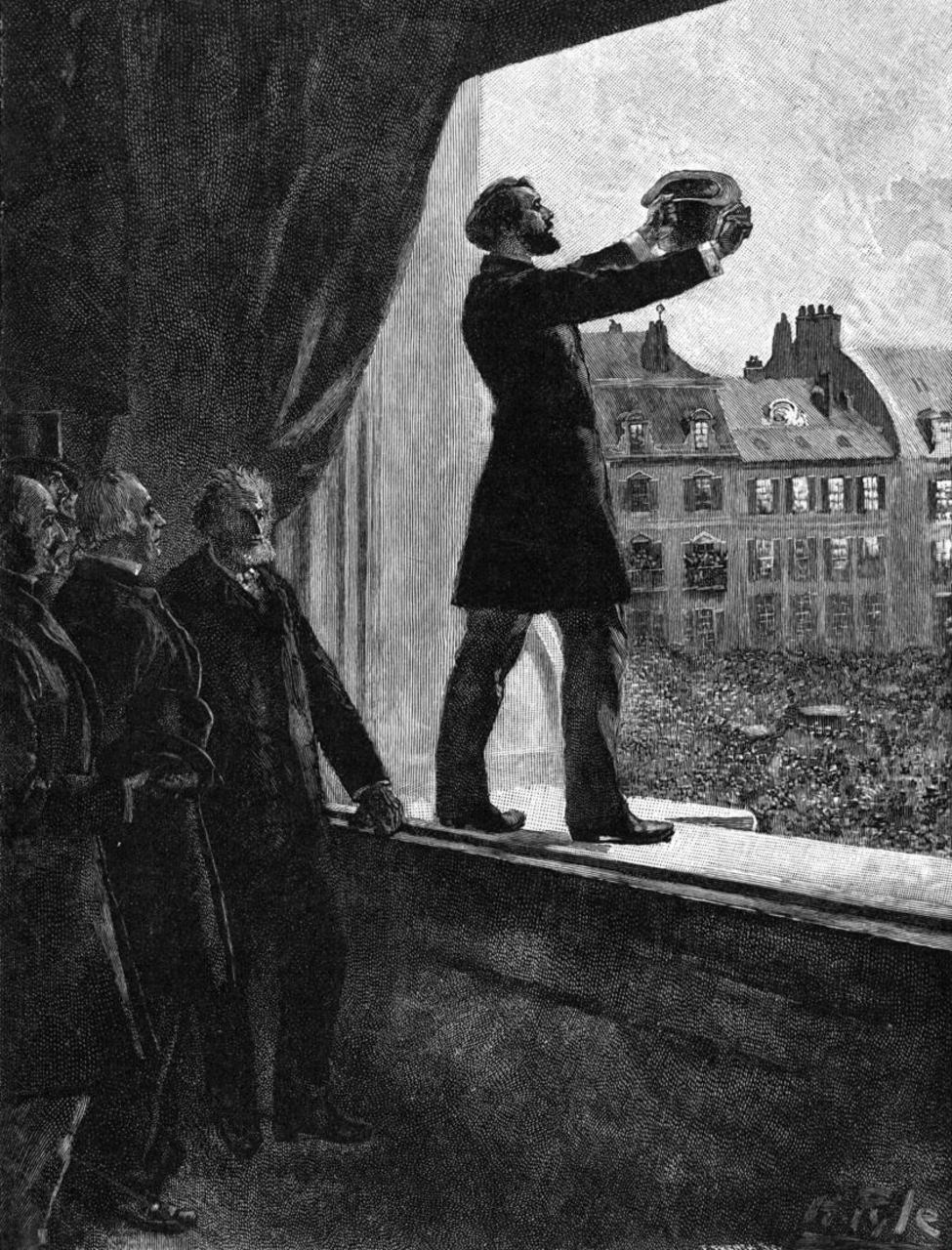
Op 4 september 1870 kondigde Léon Gambetta de republiek af vanop het balkon van het stadhuis van Parijs.

Op 4 september 1870 voltrok zich in het Wetgevend Lichaam in Parijs een woelige vergadering, waarbij het Palais Bourbon, het parlementsgebouw, uiteindelijk werd bestormd door de bevolking, wat het parlementair debat onmogelijk maakte. Nadien volgde de afkondiging van de Derde Franse Republiek vanop het balkon van het stadhuis van Parijs door Léon Gambetta. Keizerin Eugénie zag zich genoodzaakt te vluchten uit het Tuilerieënpaleis en samen met de Oostenrijkse en Italiaanse ambassadeurs wist ze onder te duiken bij haar Amerikaanse tandarts. De keizerin zou later in Deauville inschepen naar Engeland, waar ze werd herenigd met haar zoon Napoleon Eugène Lodewijk Bonaparte. Napoleon III bevond zich op dat moment nog in Pruisische krijgsgevangenschap. De ex-keizer, die een niersteenpatiënt was, zou in Engeland in ballingschap overlijden op 9 januari 1873 aan de gevolgen van een chirurgische ingreep. Lange tijd nadien zou zijn persoonlijkheid verbonden blijven aan de nederlaag in Sedan, het verlies van Elzas-Lotharingen en de herstelbetalingen van vijf miljard goudfranken.
Na de afkondiging van de Derde Franse Republiek namen de republikeinen definitief de macht over van de bonapartisten. De Derde Franse Republiek zou het eerste echt stabiele en langdurige politieke regime worden in Frankrijk sinds het begin van de Franse Revolutie in 1789 en zou blijven bestaan tot de Slag om Frankrijk in 1940.